# Атака Пикетта
Атака Пикетта (англ. Pickett's Charge) — эпизод Гражданской войны в США. Атака пехоты Конфедерации против позиций федерального генерал-майора Джорджа Мида на Кладбищенском хребте в последний день битвы при Геттисберге 3 июля 1863 года была организована по приказу генерала Роберта Ли. Неудача этой атаки была предсказана генералом Лонгстритом и, по мнению большинства историков, она стала фатальной ошибкой, изменившей ход всей войны. Точка, которую достигли атакующие, сейчас называется «High-water mark» и символизирует высший успех, достигнутый армией Конфедерации во время гражданской войны. «Атаку Пикетта» иногда называют одной из самых знаменитых атак в мировой истории.
Атака названа по имени генерал-майора Джорджа Пикетта, одного из трёх (наряду с бригадным генералом Джеймсом Петтигрю и генерал-майором Исааком Тримблом) генералов Конфедерации, которым Лонгстрит поручил возглавить атаку.
После завершения сражений 2 июля генерал Ли решил на третий день сражения повторить атаку силами корпуса Лонгстрита. Ночью 2 июля генерал Мид предположил на военном совете северян, что Ли попытается атаковать центр следующим утром. Запланированная на утро южанами атака фланга сорвалась, потому что генерал Лонгстрит сообщил о плохом состоянии двух своих дивизий. Ли был вынужден изменить план, подключив к нему другие дивизии (из корпуса Э. П. Хилла), из-за чего направление атаки сместилось с фланга на центр федеральной армии.
Массированная артиллерийская подготовка должна была ослабить оборону северян на Кладбищенском холме, однако оказалась в основном неэффективной. В результате примерно 12 500 солдат девяти пехотных бригад южан наступали по открытой местности под огнём нескольких десятков орудий с фронта и флангов. Часть солдат Конфедерации (бригада Армистеда) смогла прорваться за каменную стену, за которой засела федеральная пехота, однако они не смогли удержать захваченные позиции и были отброшены, потеряв почти половину личного состава.

## Название
Несмотря на то, что атака вошла в историю под названием атака Пикетта, общее командование было возложено на генерал-лейтенанта Джеймса Лонгстрита, а Пикетт был лишь одним из трёх командиров дивизий. Ли указал Лонгстриту на то, что свежая дивизия Пикетта должна была стать основной силой атакующих войск, однако некоторые историки используют термин атака Пикетта-Петтигрю-Тримбла (англ. Pickett-Pettigrew-Trimble Assault) или (реже) атака Лонгстрита (англ. Longstreet's Assault). Поскольку Хилл не участвовал в командовании, то дивизии Петтигрю и Тримбла также были подчинены Лонгстриту. Таким образом, имя Пикетта было дано атаке, в которой он командовал одной третью войск и которая проходила под командованием командира корпуса.

## Подготовка
Вечером второго дня сражения при Геттисберге (2 июля), когда завершились бои за Литл-Раунд-Топ, Берлогу Дьявола и Персиковый сад, Ли решил на следующее утро повторить атаку силами корпуса Лонгстрита. В ней должны были участвовать дивизии Мак-Лоуза, Худа, и вновь прибывшая дивизия Пикетта. Было приказано начать атаку на рассвете, а корпусу Юэлла в то же время атаковать правый фланг армии противника. Утром 3 июля Ли услышал, как корпус Юэлла начинает артподготовку, но на участке корпуса Лонгстрита всё было тихо. Ли отправился туда и обнаружил, что дивизия Пикетта ещё не вышла на позицию для атаки, и других признаков подготовки к наступлению не наблюдается.
Вскоре Ли встретил самого Лонстрита, который сказал ему: «Генерал, я всю ночь получал сообщения от разведки; у вас всё ещё есть прекрасная возможность обойти правый фланг Мида и вынудить его атаковать нас». Более того, он уже начал готовиться к этому манёвру, несмотря на отданный приказ об атаке. Ли молча выслушал Лонгстрита и повторил, что он намерен атаковать противника силами трёх дивизий корпуса Лонгстрита. Лонгстрит ответил, что по его мнению, даже 15 000 человек не смогут взять эту позицию, а помимо этого, дивизии Мак-Лоуза и Худа противостоят сильным частям противника и не могут быть задействованы для атаки — иначе противник сможет ударить им во фланг.
Лонгстрит был разочарован (disappointed, по его словам) решением Ли, однако и сам Ли был, как минимум, сильно удивлён действиями генерала: Лонгстрит без всякого обсуждения, просто по личной инициативе отдал приказ на затратный по времени манёвр, который мог полностью поменять весь план сражения. Впоследствии в рапорте Ли не упомянул об этом поступке Лонгстрита, ограничившись упоминанием того, что войска не успели выйти на позицию в условленное время.
«Ли верил, что его план выполним, — писал Дуглас Фриман, — но теперь, перед лицом постоянных возражений Лонгстрита он, возможно, решил, что если Лонгстрит утратил веру в успех, то было бы более чем опасно поручать атаку только его частям. Отсутствие уверенности — это полпути к поражению». В результате Ли решил отказаться от своего первоначального плана и разработать другой, без участия дивизий Худа и Мак-Лоуза. Сектор атаки предстояло сместить левее: теперь дивизию Пикетта должна была усиливать дивизия Генри Хета (вместо Мак-Лоуза) и дивизия Дурси Пендера (вместо Худа). Эти три дивизии были равны по силам корпусу Лонгстрита.

### План атаки

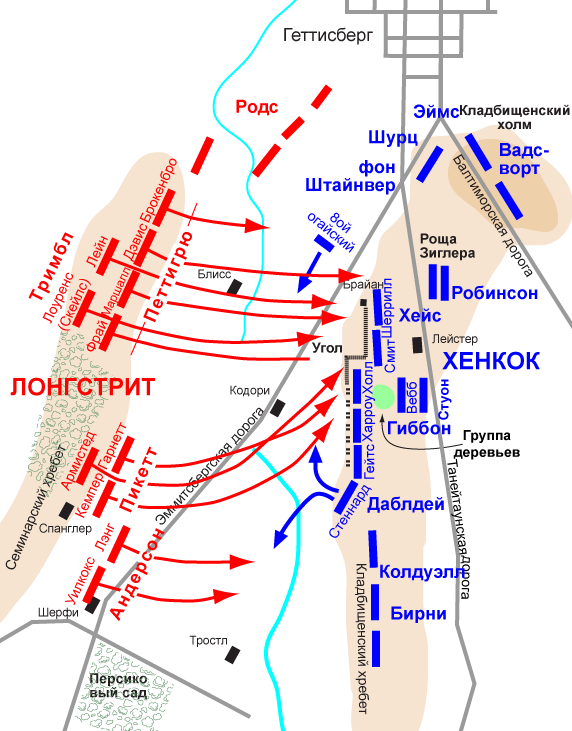
Атака Пикетта, 3 июля 1863

Согласно второму плану, в атаке должны были принять участие 3 дивизии конфедератов. Главной атакующей дивизией, как и раньше, оставалась дивизия Джорджа Пикетта. Ещё недавно это была крупнейшая дивизия Северовирджинской армии, но две её бригады были выведены в Северную Каролину и теперь она насчитывала 5 830 человек. Дивизию разместили левее остальных дивизий корпуса Лонгстрита, в низине у фермы Спенглера. Впереди слева была расположена бригада Гарнетта, впереди справа — бригада Кемпера, за ними в резерве стояла бригада Армистеда.
Остальным двум дивизиям командование уделило мало внимания. Генерал-лейтенант Э. П. Хилл передал 6 своих бригад на усиление Пикетта, но выбрал для этого дивизию Хета-Петтигрю, явно не изучив её состояние после сражений 1 июля. Особенно странно, что ещё он выбрал так же сильно пострадавшую бригаду Альфреда Скейлса. Сам Хилл был в натянутых отношениях с Лонгстритом и едва ли был рад передаче ему своих бригад. Кратко и сдержанно переговорив с Лонгстритом (и не пожав ему руки, что было замечено), Хилл сказал своим генералам, чтобы они получили распоряжения у Лонгстрита, и после этого самоустранился.
Дивизия Петтигрю состояла из бригад бывшей дивизии Генри Хета: бригады полковника Биркетта Фрая (бывшая бригада Арчера), бригады полковника Джеймса Маршалла (бригада Петтигрю), бригады Джозефа Дэвиса (в которую вернулся из пикетной службы 11-й Миссисипский полк) и бригады полковника Джона Брокенбро. Эта дивизия наступала в первой линии левого крыла. Дивизию построили на 400 метров левее дивизии Пикетта и примерно на 200 метров западнее. Это значило, что для наступления в одной линии Петтигрю надо догонять Пикетта, а тому, в свою очередь, надо смещаться влево.
Джеймс Лэйн временно возглавил дивизию Уильяма Пендера: бригаду Альфреда Скейлса (ею временно командовал полковник Уильям Лоуренс) и свою собственную бригаду. Эти две бригады должны были компенсировать отсутствие двух бригад в составе дивизии Пикетта. По словам Лэйна, Лонгстрит приказал ему встать позади дивизии Петтигрю, на правом фланге. Стивен Сирс предполагает здесь ошибку со стороны Лонгстрита или Петтигрю: такое положение бригады Лэйна оставляло без поддержки крайние левые бригады Брокенбро и Дэвиса. Вскоре прибыл Исаак Тримбл и принял командование двумя бригадами вместо Лэйна, но по какой-то причине не внёс никаких корректив. Но и сам генерал Ли, изучивший построение бригад между 11 и 12 утра, также ничего не сказал по этому поводу.

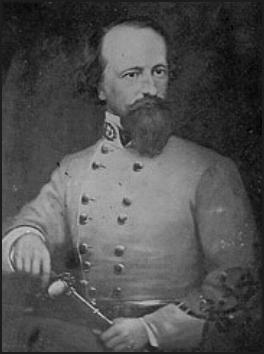
Генерал Джонстон Петтигрю

Бригады Уилкокса и Лэнга из дивизии генерал-майора Ричарда Андерсона (корпус Хилла) должны были поддержать атаку на правом фланге. Войска Пикетта были исключительно из Вирджинии, другие дивизии состояли из войск Северной Каролины, Алабамы, Миссисипи и Теннесси. Войска дивизии Андерсона были из Алабамы и Флориды.
Эдвин Коддингтон писал, что выбор дивизий Петтигрю и Пендера был неудачен. Логичнее было бы ввести в дело всю дивизию Пендера (вместо половины), а дивизию Петтигрю держать в резерве. А вместо бригад Уилкокса и Перри можно было использовать бригады Махоуна и Посей, которые ещё не были задействованы в боях. Эти две бригады были совершенно свежими, но именно про них забыли и не поручили им даже второстепенной роли.
Вместе с атакой пехоты Ли планировал кавалерийский налёт на тылы войск северян. Кавалерийская дивизия под командованием Джеба Стюарта была направлена на восток для прерывания линий сообщения и пути возможного отступления вдоль Балтиморской дороги.
В то же время на самом краю левого фланга Конфедерации развернулось семичасовое сражение за контроль над холмом Калпс-Хилл. По плану Ли оба наступления должны были начаться одновременно, не позволяя Миду сосредоточить войска на отражении одного из них, однако из-за плохой координации действий генерал-майор Эдвард Джонсон начал атаку на Калпc-Хилл уже при первых звуках артиллерийской подготовки Лонгстрита.

### Выбор места атаки
По версии Коддингтона, сразу после первого разговора с Лонгстритом Ли отправился изучить позицию противника и внимательно рассмотрел в подзорную трубу Кладбищенский хребет. «Один участок хребта, причём не самый пологий, привлёк его внимание своей открытостью, которая не давала обороняющейся пехоте и артиллерии никакого укрытия». На пути наступления также не было видно никаких серьёзных препятствий или неровностей, которые могли бы расстроить ряды наступающих линий. Возможно, он слышал отзыв генерала Эмброуза Райта, бригада которого наступала здесь 2 июля.
Однако, по мнению Стивена Сирса, осознанного выбора как такового не было. План 2 июля предполагал, что Пикетт атакует прямо со своей позиции, а дивизии Худа и Мак-Лоуза ударят справа. Теперь же участок атаки дивизии Пикетта не поменялся, но вместо двух дивизий справа решено было ввести две дивизии слева — соответственно сместился влево и участок атаки.
Это был не самый удобный участок для наступления. Генерал Александер потом писал, что любой военный инженер согласился бы с тем, что худшего участка для атаки было трудно найти. Он считал, что правильнее было бы выбрать Кладбищенский холм, который можно было бы атаковать с трёх сторон одновременно. Но так как Ли рассчитывал в основном на свежую дивизию Пикетта, то выбор места у него был сильно ограничен.
До сих пор точно не установлено, что же являлось ориентиром для атакующих. Традиционно им считается «группа деревьев» (Corps of trees) на Кладбищенском холме. Эту версию впервые предложил историк Джон Бечелдер в 1880 году, а фильм «Геттисберг» способствовал её широкому распространению. Однако современные исследователи, в том числе историки Геттисбергского национального военного парка, полагают, что по плану Ли целью была гораздо более заметная «роща Зиглера» (англ. Ziegler’s Grove) на Кладбищенском холме, так как упомянутая «группа деревьев» в 1863 году имела высоту всего 3 метра и была видна далеко не всем атакующим частям.
Стивен Сирс писал, что Пикетт и Петтигрю согласились, что наступающие будут равняться на центр бригады, а именно на бригаду Биркетта Фрая. Наступая строго на восток, Фрай должен был оказаться как раз между Группой деревьев и Рощей Зиглера. Соответственно, оба ориентира были бы целями для дивизий Пикетта и Петтигрю.

### Позиция федеральных войск на участке атаки
Участок, на который нацеливалась атака, удерживали 2 дивизии II корпуса Потомакской армии, которым в тот день командовал Уинфилд Хэнкок. Правый фланг, примерно от угла каменной стены (так наз. Angle) до дома фермы Брайана, занимала дивизия Александра Хейса. Она состояла из двух бригад: Томаса Смита и Элиакима Шеррилла. Третья бригада (Кэррола) была отправлена на помощь Ховарду и только 8-й Огайский полк успел вернуться. Всего у Хейса было 7 полков и части ещё двух, не более 2500 человек. Крайним левым стоял 14-й Коннектикутский полк, левее которого стояла батарея Арнольда. Когда эта батарея отошла, коннектикутский полк пришлось смещать влево, чтобы закрыть брешь.
Левый фланг корпуса занимала дивизия Джона Гиббона: бригады Александра Уэбба, Нормана Холла и Уильяма Харроу. Первые две уже участвовали в отражении атаки джорджианской бригады Райта вечером 2 июля. Первая линия пехоты всего корпуса стояла за невысокой каменной стеной, которая тянулась на юг от рощи Зиглера, затем поворачивала на запад, через 80 метров снова поворачивала на юг (образуя Угол) и уходила далее на юг мимо группы деревьев, примерно на 280 метров. Вторая пехотная линия стояла сзади и выше по склону, имея возможность стрелять через голову первой линии.

### Развертывание артиллерии Севера

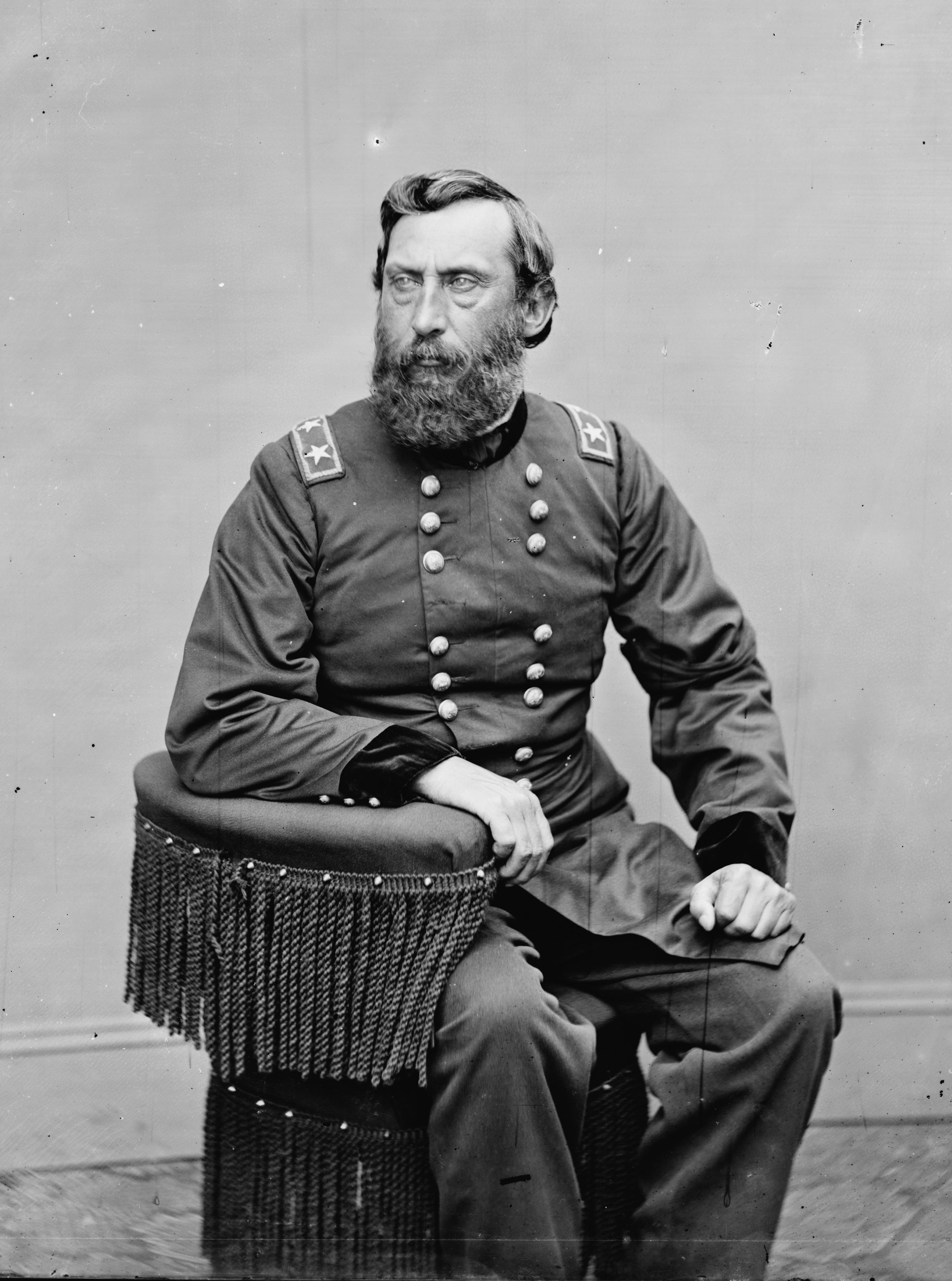
Генри Хант

С раннего утра командир артиллерии Потомакской армии, Генри Хант, тщательно проинспектировал все свои батареи. На Кладбищенском Холме он обнаружил 29 орудий в полной боевой готовности. Сложнее была ситуация на Кладбищенском хребте — здесь стояла артиллерия Джона Хазарда, серьёзно пострадавшая в боях 2 июля. В бригаде Хазарда было 5 батарей общей численностью 27 орудий, но они были полностью укомплектованы боеприпасами и усилены четырьмя орудиями — теми, что уцелели от батареи Джона Бигелоу после боев за Персиковый сад.
Далее на юг стояли батареи Фримана Макджилвери — 41 орудие, а ещё дальше на крайнем левом фланге находились две батареи, в частности — 6 10-фунтовых «Парротов» на высоте Литл-Раунд-Топ. В целом Хант насчитал 119 орудий. Но был ещё артиллерийский резерв, которому Хант уделил особое внимание. Численность резерва была доведена до 18 орудий, и Хант разместил его позади центра, чтобы можно было быстро перебросить его на нужный участок.
В 11:00 Хант отправился ещё раз проверить центр своих позиций. Именно в этот момент он с удивлением обнаружил, что батареи противника строятся в одну общую линию от Геттисберга до Персикового сада. «Никогда ещё такого зрелища не бывало на нашем континенте, — писал Хант впоследствии, — и, думается, за его пределами тоже». Хант предположил, что противник готовит атаку.
Стивен Сирс писал, что это был момент, которого Хант ждал с первых лет войны. Хант оказался практически в идеальных условиях: он занимал господствующую высоту, имел чистые сектора огня, у него было 119 орудий хорошего качества, сильный резерв и достаточное количество боеприпасов. Позиция позволяла ему вести перекрестный огонь по наступающему противнику. Его подчинённые были им лично отобраны и им лично обучены.
Понимая, что перед атакой противник начнет обстрел его позиций, Хант лично переговорил со своими офицерами. Он велел им первым делом открывать огонь по наступающей пехоте, а лишь затем — по батареям. Когда начнётся артподготовка, его батареи должны были выдержать паузу в 15 — 20 минут, и только затем отвечать, но медленно, сберегая боеприпасы, и стрелять только по тем батареям, огонь которых будет наиболее сильным.

### Развертывание артиллерии Юга

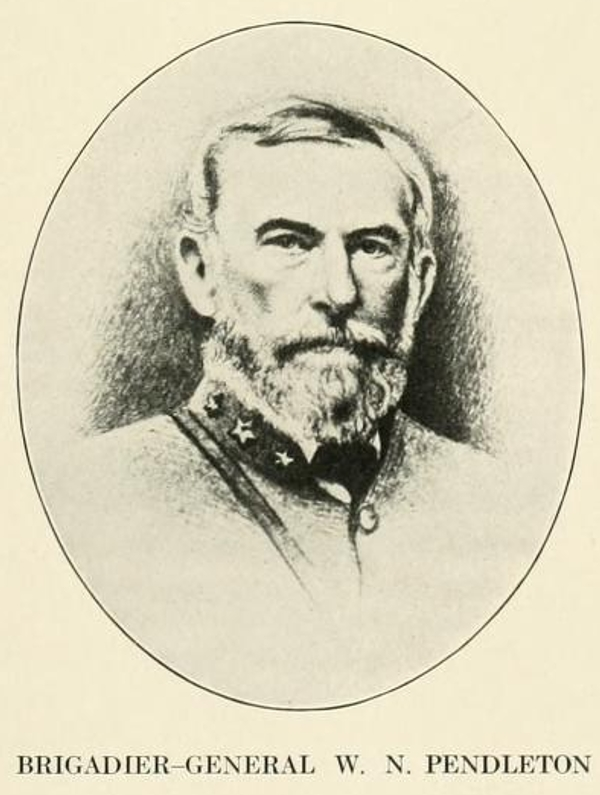
Уильям Нельсон Пендлтон

Оппонентом Ханта на поле боя был генерал Уильям Нельсон Пендлтон. Этот человек был «слабым звеном» в Северовирджинской армии. Он хорошо разбирался в теории и в управлении артиллерией, но не умел чувствовать поле боя. Под его руководством артиллерия армии Ли время от времени терпела неудачи. Например, в сражении при Малверн-Хилл Пендлтон должен был поддерживать атаку пехоты, но в нужный момент его просто не оказалось на месте. После сражения при Чанселорсвилле Ли распределил артиллерию по корпусам, и теперь Пендлтон осуществлял только общее руководство.
Артподготовка была важной частью всего плана атаки. Артиллерия должна была максимально ослабить противника перед наступлением, а затем следовать за пехотой для близкой поддержки. По мнению Стивена Сирса, Ли мог учитывать удачный исход такого рода атаки во время сражения при Солферино в 1859 году, когда французам удалось после артподготовки прорвать центр австрийской армии.
Перед Пендлтоном стояло много задач: он должен был выбрать позиции, определить цели стрельбы, скоординировать огонь, организовать замену батарей и доставку боеприпасов. И по всем этим пунктам Пендлтон действовал неудовлетворительно. Артиллерией I корпуса командовал генерал Портер Александер. Он ещё на восходе собрал свои 75 орудий в одну батарею. Они оказались слишком близко к батареям противника (как выяснилось после восхода солнца), но федеральная артиллерия в то утро не вела контрбатарейного огня, следуя приказу экономить боеприпасы. Артиллерией III корпуса командовал полковник Линдси Уокер. Он установил 53 орудия на Семинарском хребте. На северном фланге он поместил два британских казнозарядных орудия Уитворта. Пендлтон писал, что «уделил внимание» артиллерии Уокера, но всё равно эти орудия вели огонь с очень низкой эффективностью. Действия артиллерии II корпуса были организованы хуже всего. Батареи этого корпуса, удобно расположенные для фланкирующего огня, были единственным серьёзным преимуществом Северовирджинской армии. Огонь этих батарей мог принести более всего пользы, но во время атаки они сделают всего пару десятков залпов.
Другой серьёзной проблемой было плохое качество боеприпасов, из-за которого снаряды часто не разрывались или разрывались преждевременно. Это создавало опасность для пехотных линий в случае стрельбы через их голову, поэтому некоторые батареи в тот день вели огонь ядрами, что заметно снижало их эффективность.

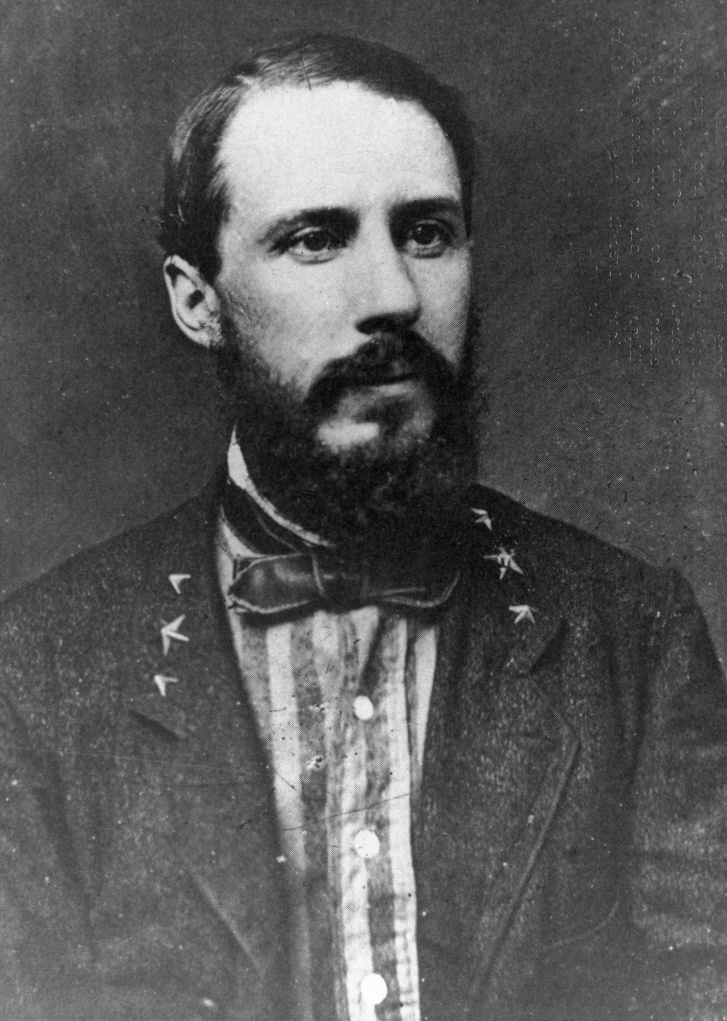
Эдвард Портер Александер

Но самым слабым местом артиллерии Юга оказался недостаток боеприпасов. Как и федеральная армия, южане могли рассчитывать только на свои запасы. Ещё в ходе кампании около 400 зарядов были потеряны при переправе через Шенандоа, затем боеприпасы два дня расходовались в ходе боя, и в итоге Пендлтон был обязан произвести пересчёт боеприпасов. Но если он это и сделал, то никому про это не сказал, даже генералу Ли. Никто не подсчитал требуемое количество боеприпасов и не выяснил реальное их наличие. Генерал Мак-Лоуз впоследствии утверждал, что если бы Ли знал ситуацию с боеприпасами, то не начинал бы атаку 3 июля.
Было решено, что сигналом к началу бомбардировки будет двойной залп батареи Вашингтонской Артиллерии с позиции у Персикового сада. Вскоре после полудня Портер Александер получил сообщение от Лонгстрита. Лонгстрит писал, что Александер должен указать Пикетту самое удобное время для начала атаки, но если бомбардировка не даст нужного эффекта, то Александеру надо отговорить Пикетта от этой атаки. Стивен Сирс писал, что Лонгстрит, отчаявшись лично отговорить Ли от атаки, пытался таким образом добиться своего с другой стороны, через Александера. Александер был весьма удивлён тем, что от него, полковника артиллерии, зависел ход всего сражения. По совету Эмброуза Райта он написал Лонгстриту ответ: если есть какие-то альтернативы атаке, то надо принимать решение до бомбардировки, ибо в противном случае артиллерия израсходует боеприпасы, и, в случае отмены наступления, не сможет поддержать его в следующий раз.
Вскоре пришёл ответ Лонгстрита — он примерно повторял содержание первого сообщения. «Он свалил на тебя всю ответственность», заметил Райт. Александер спросил мнение самого Райта по этому вопросу. «Всё зависит от поддержки, — ответил Райт, — добраться туда не так трудно, как кажется. Я был там вчера со своей бригадой. Что действительно трудно — так это удержаться там». В итоге Александер решил не брать на себя ненужную ответственность — тем более что дым орудий не позволил бы ему оценить эффект бомбардировки — и написал Лонгстриту краткое сообщение: «Генерал: когда огонь достигнет максимума, я порекомендую ген. Пикетту наступать».

### Бой за ферму Блисса

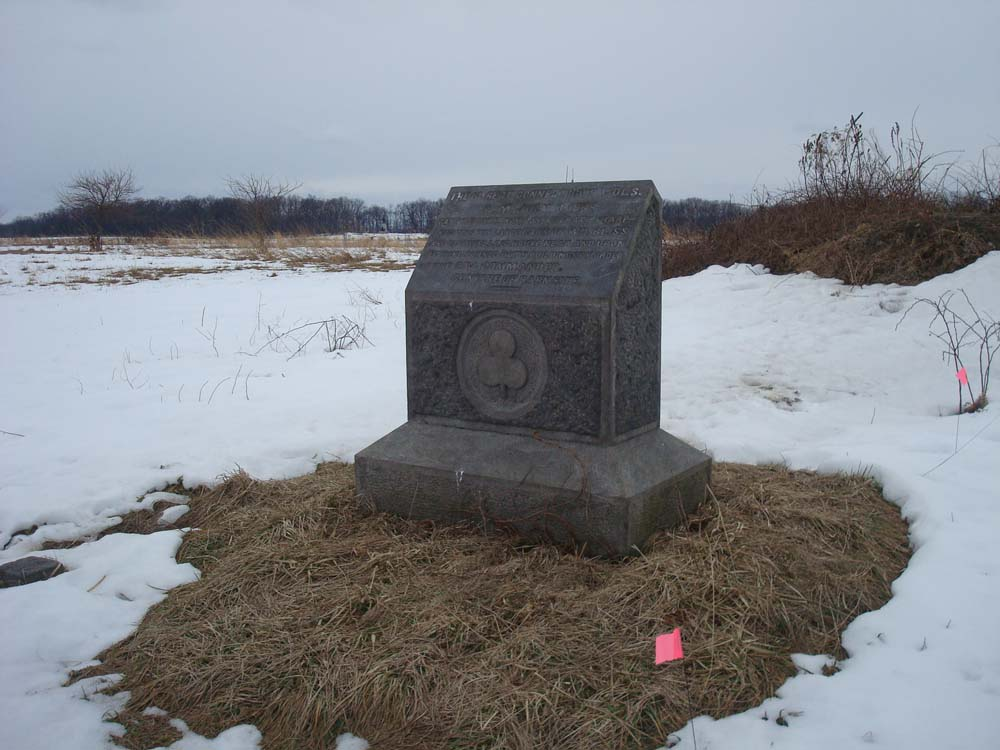
Памятник 14-му Коннектикутскому полку на месте фермы Блисса

Между тем, пока армии готовились к бою, возобновилась перестрелка у фермы Уильяма Блисса. Эта ферма находилась как раз между двумя армиями, к западу от Эмитсбергской дороги, и давала хорошее укрытие снайперам, которые могли оттуда тревожить пехоту и артиллерию. Бои за ферму начались ещё 2 июля и к вечеру того дня её удерживал 12-й Миссисипский полк из бригады Кернота Посей. В 07:30 бригадный генерал Томас Смит приказал 12-му Нью-Джерсийскому полку отбить ферму. Капитан Ричард Томпсон возглавил 5 рот полка и повёл их от позиции у фермы Брайана к Эммитсбергской дороге. Миссисипцы вели по ним огонь, пока они шли, а затем отошли от фермы в сад. Ньюджерсийцы захватили амбар фермы почти без сопротивления, потеряв в ходе наступления 5 человек убитыми и 25 ранеными. Понимая, что не смогут удержать эту позицию, ньюджерсийцы отступили обратно.
Генерал Хейс приказал повторить атаку — на этот раз в бой были посланы 60 человек 14-го Коннектикутского полка. Коннектикутцам удалось без больших потерь овладеть позицией, но они оказались в том же сложном положении, что и предыдущий отряд: здания фермы имели множество дверей и окон с восточной стороны, но гораздо меньше с западной, что не позволяло вести из неё огонь в этом направлении. Понимая, что ферма создаёт слишком много проблем, Хайс приказал сжечь её. Сержант Чарльз Хитчхок из 111-го Нью-Йоркского вызвался выполнить это задание и добрался до фермы с бумагой и спичками. Ферма загорелась и сильно дымила впоследствии до конца дня.

## Артподготовка

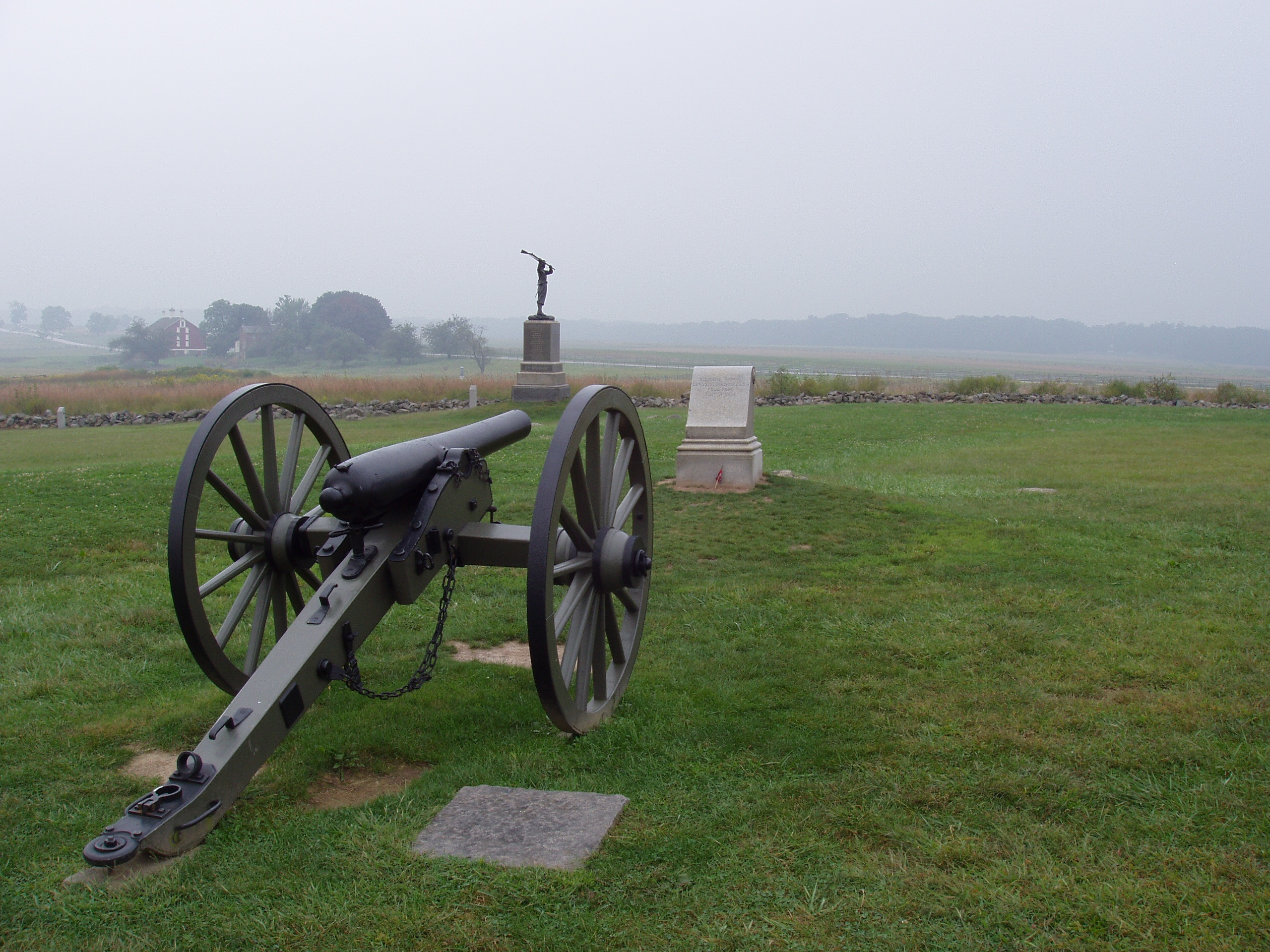
Мемориальное орудие батареи Кашинга (2002 год)

Сигналом к началу бомбардировки стали два залпа орудий Меррита Миллера (новоорлеанской батареи Washington Artillery). Неисправность запала задержала второй залп, но вскоре всё было исправлено, и сигнал прозвучал. Это произошло ровно в 13:07. Со стороны конфедератов открыли огонь от 150 до 170 орудий, позиции которых протянулись на 3 километра от Персикового сада до Чамберсбергской дороги.
Федеральный генерал Джон Гиббон в этот момент находился в саду позади центра позиций армии. Он потребовал коня, но его ординарец был убит одним из первых же снарядов, поэтому Гиббон не стал дожидаться коня, а бросился к своим частям бегом. «Когда я оказался на вершине холма, то обнаружил, что нахожусь в самом жутком Пандемониуме из всех, что я видел», вспоминал он. Однако он заметил, что многие снаряды не разрываются над пехотными линиями, или же не разрываются вовсе, и падают далеко позади хребта. Это же заметил и полковник Уэйнрайт из I корпуса, который записал в дневнике, что 9 из 10 снарядов не разрывались так, как должны были.
Как и Гиббон, генерал Уинфилд Хэнкок отправился проинспектировать свою линию. Он с удивлением обнаружил, что его артиллерия не отвечает на огонь, и потребовал объяснений от командира корпусной артиллерии, капитана Джона Хазарда. Тот ответил, что действует согласно приказам Генри Ханта. Хэнкок в резких выражениях приказал ему немедленно открыть огонь. Хазард был его прямым подчинённым и не смог отказать. Вслед за этим Хэнкок обнаружил молчащую батарею Патрика Харта из артиллерийского резерва, и в столь же резких выражениях потребовал от него объяснений. Харт ответил, что подчиняется шефу артиллерии. Хэнкок заявил, что на этой позиции он подчиняется ему, на что Харт ответил, что в таком случае пусть Хэнкок выдаст ему письменный приказ.
В этот момент явился Фриман Макджилвери, командир артиллерийского резерва, и разъяснил Хэнкоку суть приказов Генри Ханта. Макджилвери проявил упорство в этом вопросе и Хэнкок отступил. Упрямство Макджилвери помогло артиллерии сохранить боеприпасы но, что более важно, его собственные батареи на Кладбищенском хребте остались вне поля зрения противника, который так ничего о них не узнал и не вёл по ним стрельбы. Это позволило максимально эффективно использовать их во время атаки.
Некоторые батареи Юга успели пристреляться к Кладбищенскому хребту ещё день назад, но большинство не имели такой возможности. Из-за ответного огня федеральных орудий хребет быстро заволокло дымом, который оказался очень густым и не рассеивался. Дым не давал артиллеристам увидеть результаты своей стрельбы.

Бомбардировка 3 июля стала крупнейшей за всю войну. Генерал Эвандер Лоу писал: 
Бомбардировка в центре … представляла собой самое потрясающее зрелище за всю войну. По всей долине склоны холмов были увенчаны дымом и огнём, и 300 орудий с разных хребтов осыпали друг друга градом металла.

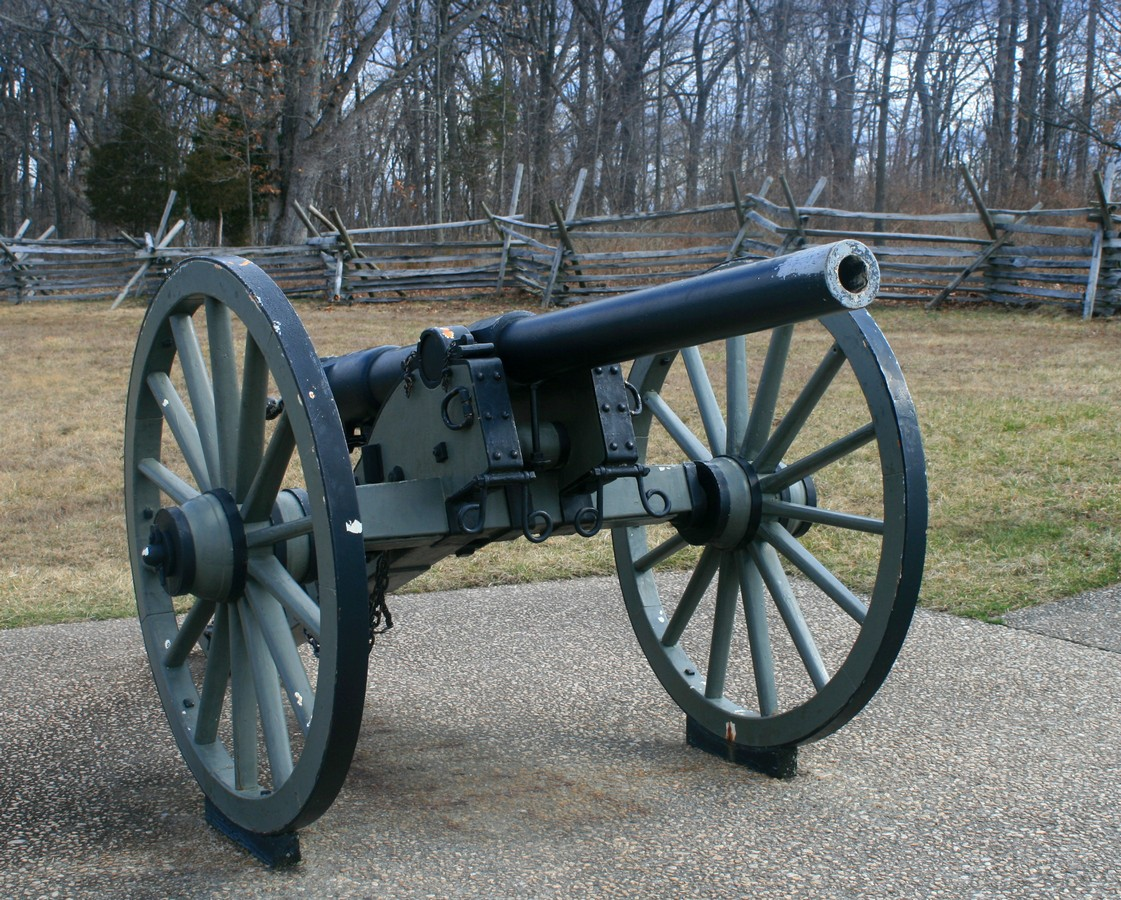
Орудие Уитворта на Дубовом Холме

Одновременно с батареями корпуса Лонгстрита в дело вступили батареи корпуса Юэлла. Они произвели довольно серьёзный переполох в рядах XI корпуса — особенно ощутимым был огонь двух 20-фунтовых нарезных «Парротов» с позиции около высоты Беннет-Хилл. Однако, у федералов было больше орудий, и они успели пристреляться в предыдущий день, поэтому орудия Юэлла были быстро подавлены. Остались только два дальнобойных орудия Уитворта, которые продолжали вести огонь с Дубового Холма.
Александер первоначально предполагал, что 15 или 30 минут бомбардировки будет достаточно для подготовки атаки. Федеральная артиллерия поначалу отвечала слабо, однако интенсивность её огня неуклонно росла. Батареи Александера уже наполовину израсходовали боеприпасы и он начал понимать, что было бы чистым безумием атаковать эту позицию. Если продолжать бомбардировку и подавить федеральные орудия, то есть риск остаться вообще без снарядов. На 25-й минуте бомбардировки он послал Пикетту сообщение:

Генерал: если вы намерены наступать, это надо делать сейчас, иначе мы не сможем поддержать вас как надо. Но огонь противника существенно не ослаб и со стороны кладбища всё ещё стреляют 18 орудий.
Оригинальный текст (англ.)– General: If you are to advance at all, you must come at once or we will not be able to support you as we ought. But the enemy's fire has not slackened materially and there are still 18 guns firing from the cemetery.
— Stephen Sears, Gettysburg. С. 405
(Позже Александер признался, что допустил ошибку в сообщении: упомянутые им 18 орудий находились не на кладбище, а непосредственно на участке атаки.) Почти сразу же после отправки письма Александер заметил, как некоторые федеральные орудия прекратили стрельбу, свернулись и покинули позицию. Александер подумал, что их просто меняют, но время шло, а новых орудий на позиции не появлялось. Александер решил, что его бомбардировка всё же дала результат и, через 15 минут после первого сообщения, послал Пикетту второе:

Ради всего святого, поторапливайтесь. 18 орудий ушли. Начинайте, или количество боеприпасов не позволит мне поддержать вас надлежащим образом.
Оригинальный текст (англ.)– For God's sake some quick. The 18 guns have gone. Come quick or my ammunition will not let me support you properly.
— Stephen Sears, Gettysburg. С. 406

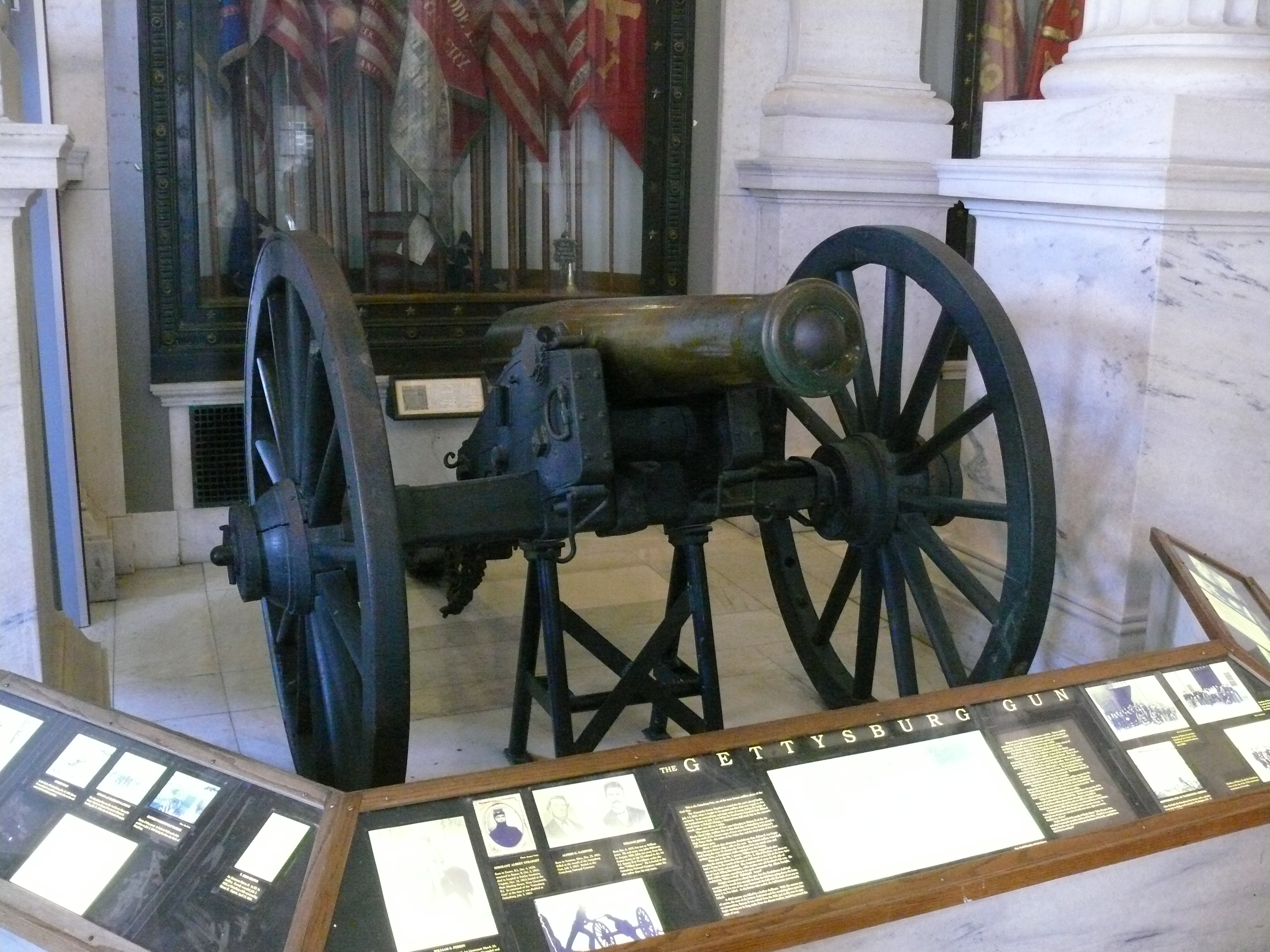
«Наполеон» батареи Брауна в капитолии штата Род-Айленд.

18 орудий, замеченные Александером, относились к трём федеральным батареям: Арнольда, Кашинга и Брауна. Эти батареи понесли серьёзный урон: так, один из «Наполеонов» батареи Брауна получил три попадания в ствол и при попытке заряжания ядро застряло в его стволе. Две из этих батарей действительно было отведены, однако сильно потрёпанная батарея Кашинга всё же осталась на позиции, хотя и могла вести огонь лишь из нескольких орудий.
Получив первое сообщение Александера, Пикетт отправился к Лонгстриту за приказами (по другой версии, он уже разговаривал с Лонгстритом в этот момент). Он застал его сидящим на ограде возле леса Спенглера и наблюдающим за обстрелом. Пикетт передал ему записку Александера, Лонгстрит прочитал её, но ничего не сказал. «Генерал, — спросил Пикетт, — должен ли я наступать?» Но Лонгстрит отвернулся и ничего не сказал. По Коддингтону, он кивнул головой в знак подтверждения. Сам Пикетт потом утверждал, что Лонгстрит не столько кивнул (nodded), сколько просто наклонил (bowed) голову. «Я не мог заставить себя отдать приказ», признался он потом Александеру. «Тогда я буду наступать», — сказал Пикетт и вернулся к дивизии. Там его застало второе сообщение от Александера, которое придало ему уверенности.

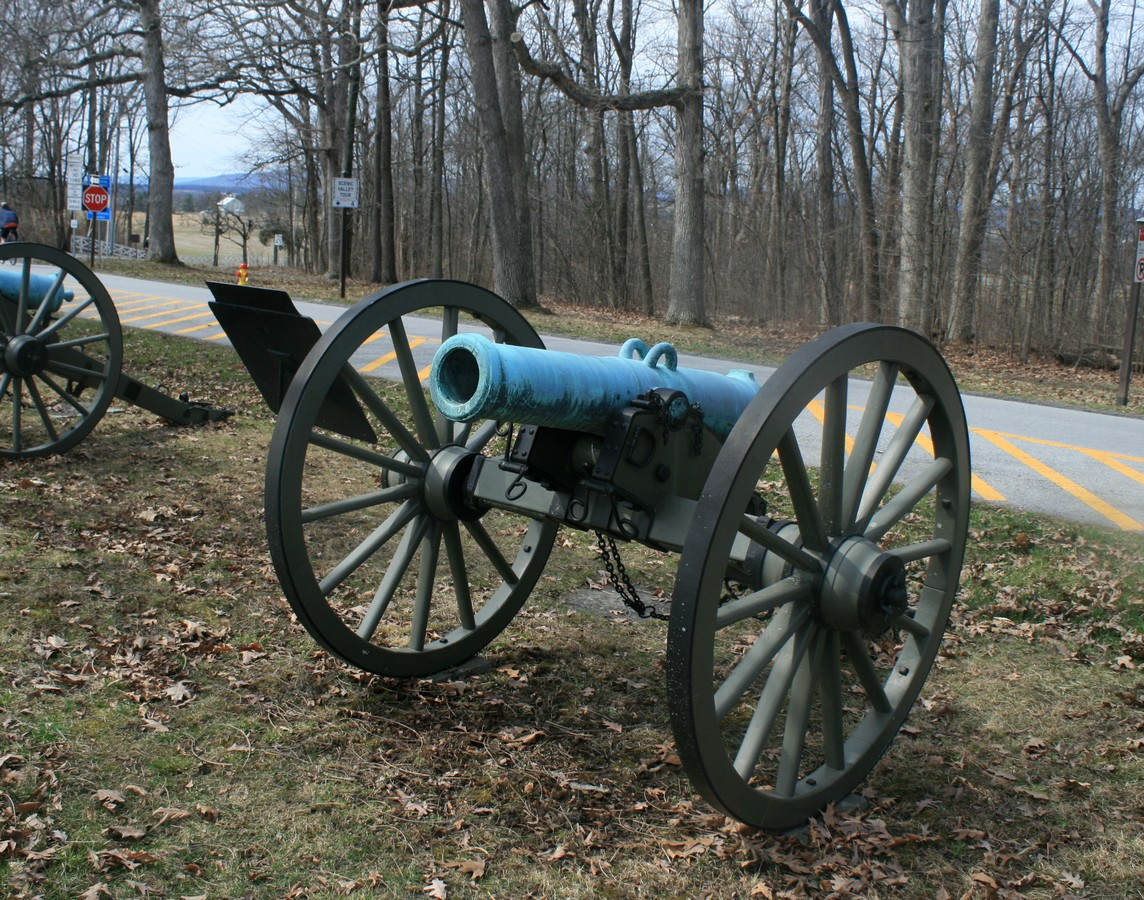
Мемориальная 24-фунтовая гаубица на месте луизианской батареи капитана Джорджа Муди, которая участвовала в бомбардировке федеральных позиций.

Между тем ослабление артиллерийского огня было осознанной мерой федерального командования. Генри Хант встретил на позиции генералов Ховарда, Шурца, и шефа артиллерии XI корпуса, майора Томаса Осборна. Всем было ясно, что вскоре последует атака, и Осборн предложил уменьшить огонь артиллерии, чтобы южане решили, что она подавлена, и двинули пехоту вперёд. Хант поддержал эту идею. Ему было так же важно сберечь боеприпасы. Он спросил Ховарда, удержат ли его люди (XI корпус с его сомнительной репутацией) позицию, если артиллерия не будет отвечать. Ховард уверенно заявил, что его люди не покинут позицию. Тогда Хант принял на себя ответственность за эту меру и уведомил Мида, который только что получил сообщение от Уоррена с высоты Литл-Раунд-Топ — Уоррен писал, что артиллерия только попусту задымляет равнину, и советовал сделать паузу. Сам Мид между тем перебрасывал в центр все возможные подкрепления.
В это время Лонгстрит, завершив разговор с Пикеттом, отправился на позиции артиллерии Александера. Там он узнал, что у батарей заканчиваются боеприпасы, а артиллерийский обоз исчез. Оказалось, что Пендлетон отвёл его в тыл для безопасности, и не оставил на прежнем месте никого, кто бы мог указать его новое расположение. 9 орудий, которые Александер предполагал использовать для поддержки атаки, тоже исчезли — их увели куда-то в тыл. Эти новости заставили Лонгстрита ещё раз попытаться отменить атаку. «Идите и остановите Пикетта там, где он есть, — велел он Александеру, — и пополняйте боеприпасы». Александер ответил, что на это уйдёт часа два, и за это время федералы восстановят свои силы. Поэтому единственный шанс на атаку — это сейчас. Лонгстрит промолчал и потом произнёс медленно, с паузами, как будто разговаривая сам с собой: «Я не хочу этой атаки… Я уверен, она провалится… Не знаю, как она может иметь успех… Я бы не начинал и сейчас, но генерал Ли приказал, и ждёт её…» Александер почувствовал, что если немного надавить на Лонгстрита, то он решится на отмену, но это была слишком большая ответственность для полковника. Поэтому он промолчал.

## Атака
Общая численность войск, наступавших на позиции северян, по разным оценкам составляла от 11 до 15 тысяч человек. Они наступали шеренгами, дивизии Петтигрю и Тримбла на левом фланге, Пикетта — на правом. Девять бригад образовали фронт длиной около 1600 метров. Местность между Семинарским и Кладбищенским хребтами была неровной, и наступающие войска периодически пропадали из поля зрения артиллеристов США. Увидев наступающих южан, ожидавшие их солдаты начали кричать «Фредерисксберг! Фредерисксберг! Фредерисксберг!», намекая на гибельную атаку северян во время битвы при Фредериксберге 1862 года. Артиллерия подполковника Фримана МакДжилвери, расположенная севернее холма Литтл-Раунд-Топ, обстреливала правый фланг конфедератов, в то время как левый фланг попал под огонь артиллерии, расположенной на Кладбищенском хребте. Когда южане подошли на 400 ярдов (365 метров) к шеренгам обороняющихся, стрельбу ядрами сменили картечь и ружейный огонь. Ширина фронта наступающих сократилась почти вдвое (до 800 метров), так как солдаты закрывали бреши в строю и пытались уклониться от огня с флангов.

### Атака дивизии Петтигрю
Четыре бригады дивизии Петтигрю были построены единым фронтом, в двойной боевой линии: пять рот каждого полка стояли в первой линии в две шеренги, а пять — во второй. По этой причине фронт четырёх бригад Петтигрю был равен фронту двух бригад Пикетта, полки которого были построены в одну линию. Когда был дан сигнал на атаку, Петтигрю подъехал к полковнику Маршаллу и сказал ему: «Ну, полковник, во славу доброго старого Северного Штата, вперёд!» Дивизия пошла вперёд, при этом бригада Дэвиса, стоявшая левее Маршалла, не сразу заметила его выдвижение и стартовала с небольшим опозданием. Так же с опозданием выдвинулась бригада Брокенбро, которой командовал в тот день полковник Майо. Сам полковник Майо куда-то пропал в момент начала атаки, поэтому приказ об атаке некому было передать и бригада наступала фактически без приказа, сама по себе.
Батареи Юга приостановили огонь, позволив пехоте пройти через свою позицию. Только теперь пехотинцы увидели высоту, которую им предстояло штурмовать. Артиллеристы запомнили, как рядовые переговаривались между собой, говоря, что «это будет похуже, чем Малверн-Хилл». Как только они оказались в зоне огня федеральной артиллерии, по ним открыли огонь 39 орудий майора Осборна с Кладбищенского холма. «В бинокль мы видели, как бреши возникают в их линиях, — вспоминал генерал Карл Шурц, — и как земля покрывается темными пятнами — убитыми и ранеными… Но храбрые мятежники быстро смыкали ряды и продолжали свой марш неколебимо и уверенно». Стиверн Сирс предположил, что Шурц наблюдал наступление бригады Маршалла или Фрая, поскольку бригада Брокенбро шла весьма неорганизованно.
Генерал Хейс расположил 8-й Огайский полк на Эммитсбергской дороге для прикрытия фланга, при этом полковник Сойер выдвинул пикетную цепь ещё дальше вперёд. Заметив дезорганизованную (и вероятно, изолированную) бригаду Брокенбро, он решил воспользоваться моментом и бросил весь полк вперёд на линию пикетной цепи, развернув все свои 160 человек(или 250) в одну шеренгу за оградой поля. Попав под фронтальный огонь, вирджинцы Брокенбро запаниковали и бросились бежать, сильно расстроив, в свою очередь, наступающую линию бригады Тримбла.
Заметив затем наступающую правее Брокенбро бригаду Дэвиса, Сойер развернул свою линию фронтом на юг и с этой позиции открыл огонь по флангу Дэвиса. На этой позиции 8-й Огайский сумеет захватить три знамени и множество пленных. (Капрал Джон Миллер и рядовой Джеймс Ричмонд получили Медаль почёта за захват этих знамён) Полк Сойера был первым полком, открывшим огонь по наступающим южанам и долгое время оставался единственным: до Эммитсбергской дороги бригада Петтигрю страдала в основном от артиллерийского огня.

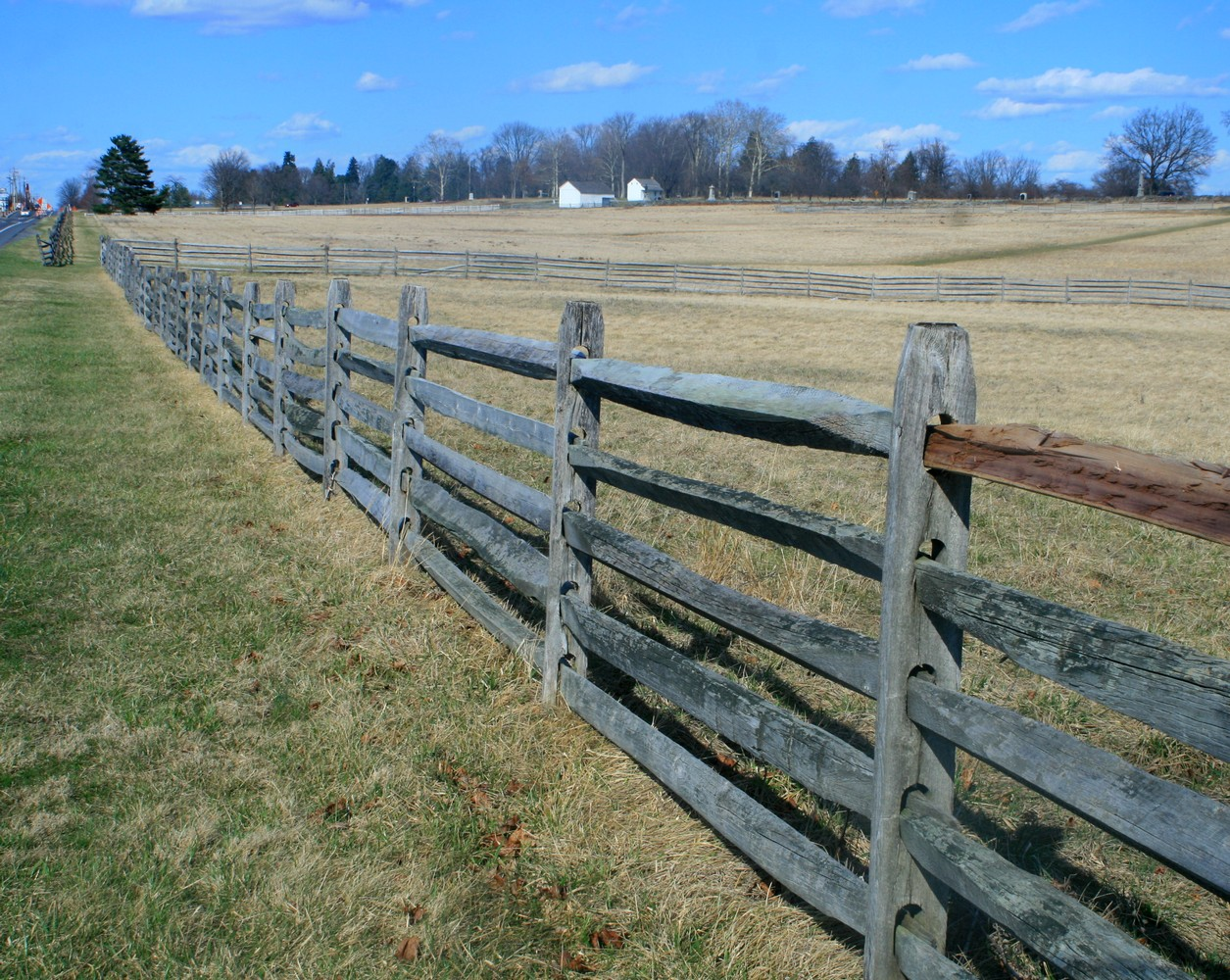
Восточная ограда Эммитсбергской дороги на участке атаки Петтигрю и ферма Брайана (2015)

Серьёзным препятствием на пути дивизии Петтигрю стала Эммитсбергская дорога, изгородь которой на этом участке была построена очень прочно и никак не повреждена. Она была построена из жердей (post-and-rail) на западной стороне и из брусьев (post-and-plank) на восточной. Разобрать её под огнём было невозможно, и оставалось только перелезть. Перебравшись через западную изгородь люди Петтигрю оказались на самой дороге, которая была утоплена на полметра, и им надо было так же перебраться через восточную изгородь. После этого им надо было пройти ещё 200 метров по открытой местности. К моменту выхода к дороге офицерский состав дивизии уже понёс большие потери. Сам Петтигрю был ранен в руку шрапнелью. Был ранен Биркетт Фрай, который был так уверен в победе, что сказал своим людям «Продолжайте, это продлится не более пяти минут!» Полковник Маршалл обернулся к капитану Стоктону Хету (сыну генерала Генри Хета) со словами: «Кто знает, кому судьба пасть следующим?», и через несколько минут он был убит двумя пулями в голову. Были убиты и все его полковые командиры. Джозеф Дэвис оказался последним уцелевшим бригадным командиром на поле боя.
По какой-то причине — из-за гибели офицеров, из-за плотного огня или потому, что дорога давала кое-какое укрытие — основная часть дивизии Петтигрю так и не перешла Эммитсбергскую дорогу. Лейтенант Мур из 7-го Теннессийского потом вспоминал, что две трети его полка не стали переходить дорогу. Джон Файт, командир этого полка, утверждал, что только половина его полка вышла к дороге и только половина от этих вышедших в итоге пошла дальше. Перед ними находились 260 метров фронта дивизии Хейса, которая стояла в три линии за каменной стеной и эти линии стреляли, сменяя одна другую или просто передавая друг другу ружья. Им удалось достичь очень высокой плотности огня; через несколько дней один из посетителей поля боя писал, что в участке изгороди в 16 футов длиной и 14 дюймов шириной (4,2 х 0,35 метров) он насчитал 836 мушкетных пуль.
Две роты 14-го Коннектикутского полка из бригады Томаса Смита были вооружены казнозарядными винтовками Шарпса, которые стреляли втрое быстрее дульнозарядной винтовки. Они стреляли так часто, что стволы винтовок пришлось охлаждать водой. 12-й Нью-Джерсийский полк той же бригады был вооружён гладкоствольными мушкетами калибра .69, которые были заряжены пулей и дробью («Buck and Ball»), причём ещё утром некоторые рядовые убрали из патронов пули, добавив вместо них дроби. Поэтому те южане, которым удавалось пройти за Эммитсбергскую дорогу на участке этого полка, сразу попадали под залп нью-джерсийских дробовиков.
После отступления бригады Брокенбро миссисипская бригада Дэвиса стала фланговой бригадой и попала под обстрел с фронта и фланга. Она так же застряла на линии дороги, сократившись в размере так, что больше напоминала стрелковую цепь. Ветеранский 11-й Миссисипский полк бросился вперёд и 14 человек каким-то образом прорвались к федеральной линии и укрылись за стеной дома Брайана в ожидании подкреплений. Когда они увидели, что остальная дивизия отступает, то поняли, что не смогут отойти под обстрелом через поле, и сдались в плен. Этому отряду удалось прорваться дальше всех из дивизии Петтигрю.

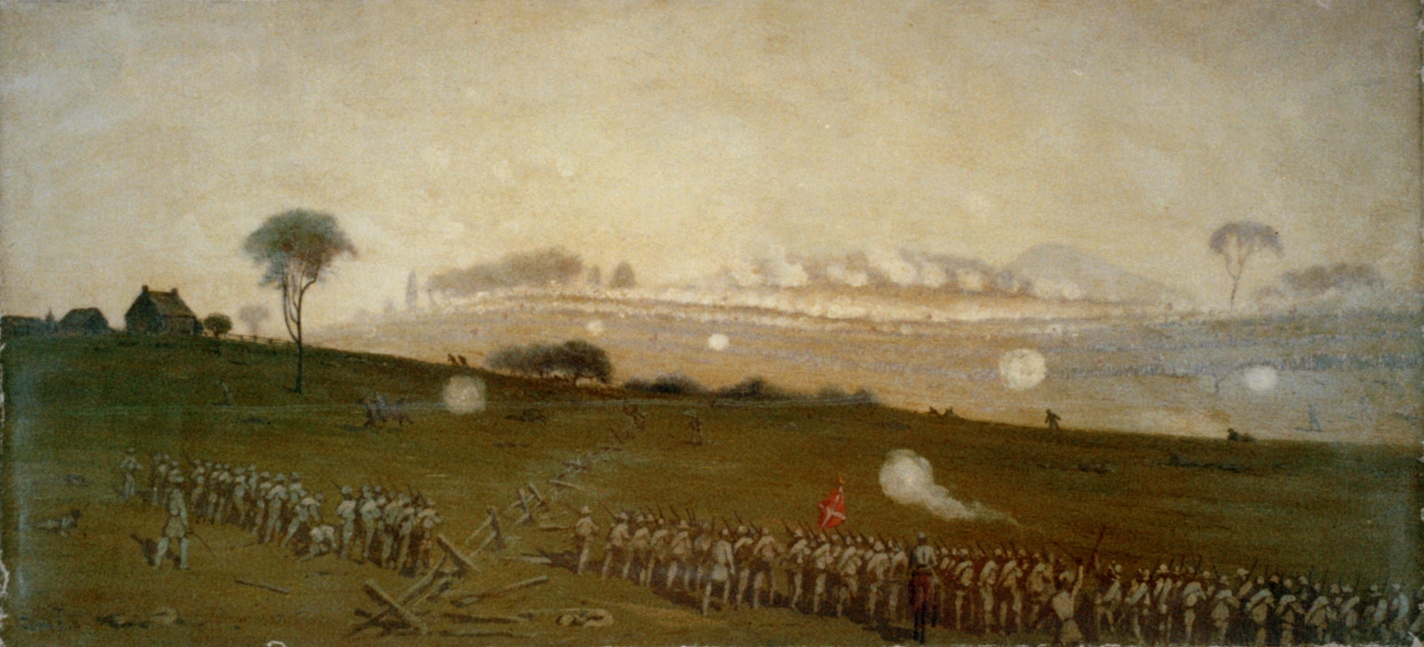
Атака Пикетта. Вид с позиции конфедератов. Слева — роща Зиглера, справа — группа деревьев

В это время, когда отступала бригада Брокенбро, полковник Фримантл (наблюдатель при Северовирджинской армии) искал Джеймса Лонгстрита и как раз ехал через лес на Семинарском хребте. Он встретил огромное количество раненых, отступающих с поля атаки. «Чем дальше я ехал, тем больше становилось раненых, — вспоминал он потом, — под конец я увидел целый поток, который тянулся через лес, и их было много, как народу на Оксфорд-стрит в середине дня».
Бригады Фрая и Маршалла меньше пострадали от огня орудий с Кладбищенского холма, поэтому им удалось выйти к Эммитсбергской дороге с меньшими потерями. Примерно 300 теннесийцев Фрая и почти 600 северокаролинцев Маршалла перешли обе ограды Эммитсберсгкой дороги, но не смогли пройти за третью ограду, которая находилась почти у самой федеральной линии. Некоторым удалось прорваться на 15 — 20 метров к каменной стене. Самым удачным прорывом стала атака 47-го Северокаролинского полка, которым в тот момент командовал подполковник Джон Грейвс. Он привёл 150 своих рядовых на 40 метров к каменной стене и остановился, чтобы дождаться дополнительных частей — но они не пришли. Те, кто выжил из этого отряда, в итоге попали в плен.
По другим данным, максимального успеха достиг 26-й Северокаролинский полк, которому удалось подойти на 10 шагов к каменной стене на участке Род-Айлендской батареи, и который был сметен залпом этой батареи. В 1986 году на этом месте была установлена мемориальная доска, хотя есть вероятность, что 26-й шёл не здесь, а немного севернее.
Состоявшая из двух бригад дивизия Тримбла следовала за дивизией Петтигрю, но большого успеха не достигла. Генерал Лэйн неправильно понял приказ Тримбла и послал в бой только 3 своих северокаролинских полка. Огонь 8-го Огайского полка не дал им пройти далее Эммитсбергской дороги. Северокаролинская бригада Скейлса, которую вёл полковник Уильям Лоуренс, изначально была слаба — две трети её состава было потеряно в боях 1 июля. Они тоже отошли назад, а Лоуренс был ранен. Федеральные солдаты тоже понесли потери, но Хейс подбадривал их, разъезжая верхом вдоль линии, крича «Ура! Парни, мы устроили им ад!» В этот день под ним было убито три лошади.

### Атака дивизии Пикетта

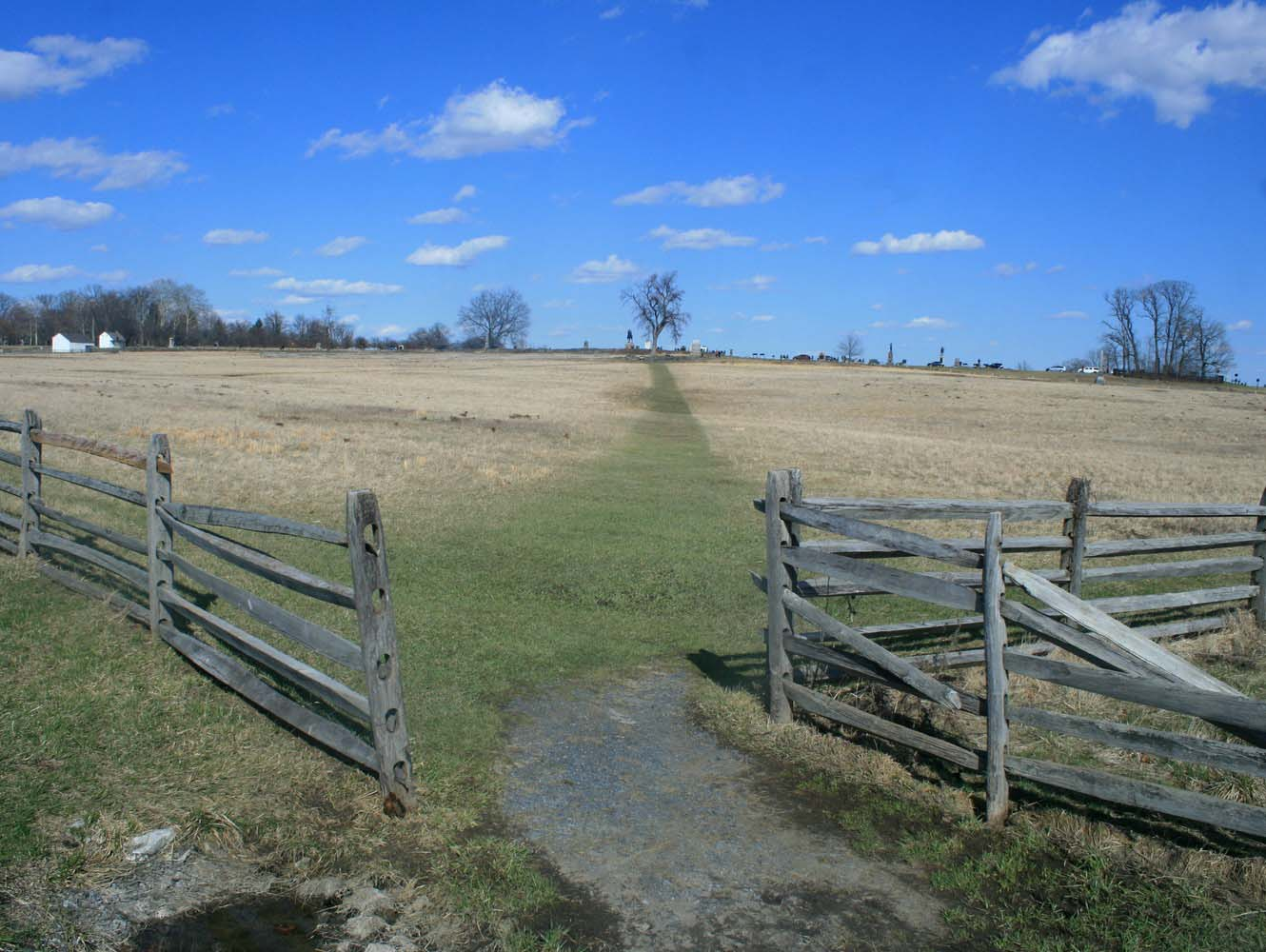
Пешая тропа по участку атаки Пикетта (2015)

Дивизия Пикетта первой двинулась вперёд, но ей необходимо было каким-то образом закрыть брешь между своим левым флангом и правым флангом дивизии Петтигрю. Она уже вышла к Эммитсбергской дороге, когда стало ясно, что зазор слишком велик, и вместо одной общей атаки получается две отдельных. Пикетт приказал повернуться влево на 45 градусов и начать смещение в сторону дивизии Петтигрю — но он отдал этот приказ слишком поздно. Дивизия грамотно осуществила разворот и двинулась на северо-восток параллельно Эммитсбергской дороге, но при этом подставила свой правый фланг под федеральные батареи. Самые дальние орудия Макджилвери находились в 800 метрах от бригады Кемпера, а самые ближние — в 400 метрах. Бригада Кемпера понесла самые тяжёлые потери от этого манёвра. Около фермы Кодори она попала под огонь вермонтской бригады Стеннарда.
«Ужасных потерь стоил им этот манёвр, — вспоминал потом офицер из штаба Стеннарда, — …по полосе убитых мятежников потом можно было совершенно точно определить, где они прошли перед фронтом вермонтцев».
Дивизии Пикетта пришлось пройти несколько большее расстояние, чем остальным дивизиям, поэтому она вышла к федеральным позиция последней, когда дивизии Петтигрю и Тримбла уже отступили. Вместе с тем, она дольше находилась в зоне действия федеральных стрелков. Сперва она прошла под огнём бригады Стеннарда, затем Харроу, затем Холла, пока не вышла к каменной стене в центре федеральной линии, за которой стояла филадельфийская бригада Александра Уэбба. Два орудия и 940 человек Уэбба могли сделать гораздо меньше, чем дивизия Хейса, которая стояла правее и сумела отбить атаку дивизии Петтигрю, поэтому на этом участке дивизия Пикетта имела шанс прорваться.

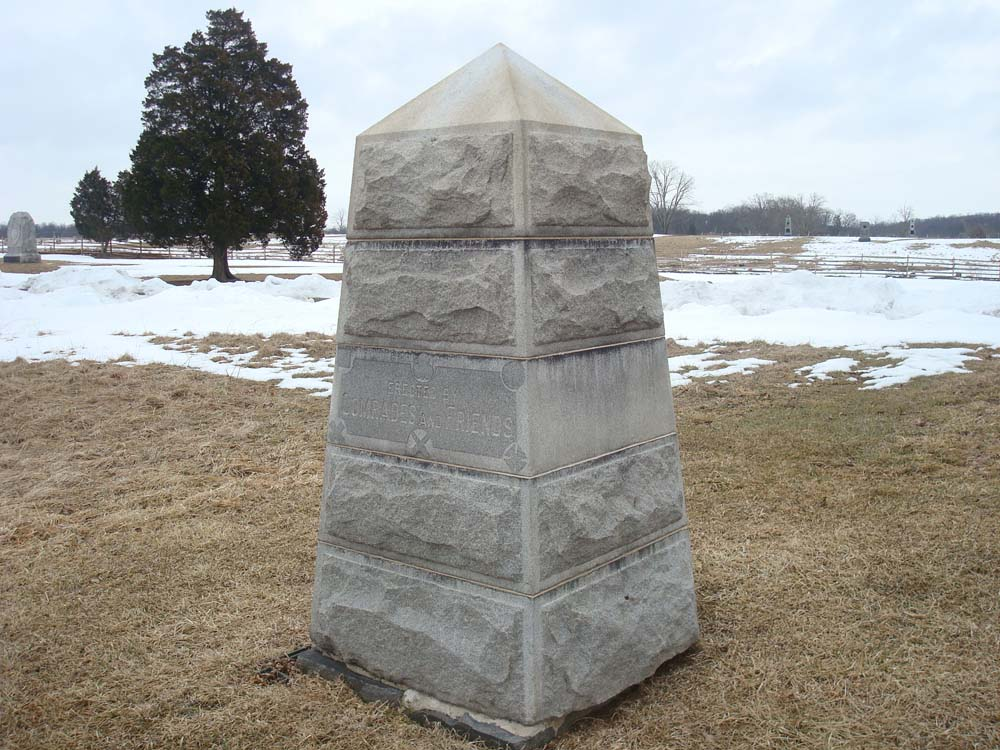
Памятник на месте ранения Хэнкока

Вермонтские полки Стеннарда оказались между тем на фланге южан, и Стеннард приказал им развернуться на 90 градусов вправо, встать фронтом на север и открыть фланговый огонь по наступающей дивизии Пикетта. Та же самая идея посетила генерала Хэнкока, который явился лично управлять вермонтцами. Обнаружив, что Стеннард сделал всё, как надо, Хэнкок повернул обратно, и в этот момент он был ранен пулей. Штабные офицеры сняли его с седла и положили на землю. Выяснилось, что пуля пробила седло и вошла в бедро вместе с частицами дерева и седельным гвоздём. Рана была тяжёлая, но не смертельная. Пока он лежал и ждал санитаров, Стеннард стоял рядом и докладывал ему о том, что происходит на поле боя.
Между тем бригады Пикетта вышли к позиции бригады Уэбба. Филадельфийская бригада Уэбба состояла из 4 пенсильванских полков:
- 69-й Пенсильванский полк: полковник Деннис О’Кейн
- 71-й Пенсильванский полк: полковник Ричард Смит, подп. Чарльз Кочерспергер
- 72-й Пенсильванский полк: подполковник Теодор Гессер (замещал полковника Девитта Бакстера[англ.], (раненого 2 июля[86])
- 106-й Пенсильванский полк: подполковник Уильям Карри

Эта бригада стояла левее бригады Хейса, но была частично выдвинута на 80 метров вперёд относительно бригады Хейса, к каменной стене. Сначала Уэбб поставил у стены только 69-й полк, оставив остальные полки во второй линии. Однако, когда Кашинг выдвинул свою батарею вперёд к стене, Уэбб приказал 71-му Пенсильванскому так же выдвинуться туда и встать правее батареи. Места оказалось недостаточно для всего полка, поэтому 2 роты Уэбб оставил позади. 8 рот 106-го Пенсильванского полка были ранее забраны Ховардом. В результате, во второй линии у Уэбба стоял весь 72-й Пенсильванский, 2 роты 71-го и 2 роты 106-го.
71-м полком командовал полковник Ричард Смит. Он находился во второй линии с двумя своими ротами, а передовые 8 рот доверил подполковнику Кочерспергеру, которому, не уведомляя Уэбба, приказал отходить ко второй линии в том случае, если противник подойдёт слишком близко, и особенно, если возникнет угроза открытому правому флангу полка. Когда наступающая дивизия Пикетта приблизилась к позициям полка, Кочерспергер приказал дать один или два залпа, а затем отдал приказ на отступление. В федеральной линии обороны оказалась брешь шириной около 50 метров. Это отступление наблюдал Фрэнк Хэскелл, штабной офицер Джона Гиббона.

Гадая, как долго линии мятежников при их глубине смогут выдержать наши залпы, я уже приблизился к своей цели [правому флангу бригады], когда — Святые Небеса! Не сошёл ли я с ума? Большая часть бригады Уэбба — о Боже, это чистая правда — та, что у группы деревьев и угла стены, стала отступать от своего укрытия и без всякого приказа или причины, никем не удерживаемая, стала отступать испуганной, дезорганизованной толпой! Судьба Геттисберга висела на волоске!
Оригинальный текст (англ.)– Wondering how long the Rebel ranks, deep though they were, could stand our sheltered volleys, I had come near my destination, when—great heaven! were my senses mad? The larger portion of Webb’s brigade—my God, it was true—there by the group of trees and the angles of the wall, was breaking from the cover of their works, and, without orders or reason, with no hand lifted to check them, was falling back, a fear-stricken flock of confusion! The fate of Gettysburg hung upon a spider’s single thread!
— Frank A. Haskell. Battle of Gettysburg (англ.). Project Gutenberg. Дата обращения: 29 марта 2016.

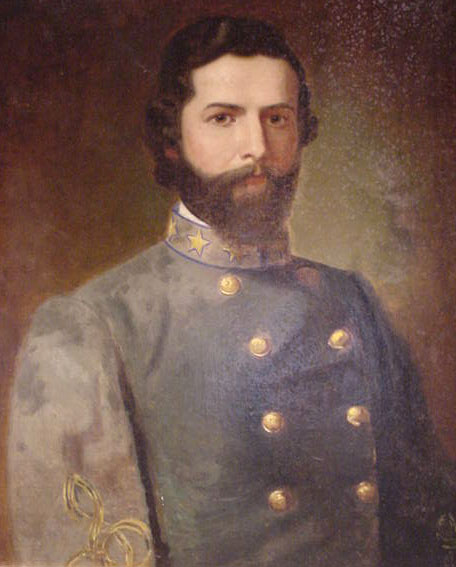
Уоллер Тезвелл Паттон, командир 7-го Вирджинского полка.

Одновременно правее бригады Уэбба образовалась ещё одна брешь: начал отступать 59-й Нью-Йоркский полк, самый правый полк бригады Холла. Этот полк насчитывал всего 4 роты и уже потерял своего командира. Когда бригада Кемпера подошла к его позиция полк не выдержал и стал отходить. Капитан 11-го Вирджинского полка потом вспоминал, как на его глазах стали отходить сначала некоторые федеральные рядовые, потом ещё и ещё, и вдруг вся линия рассыпалась и побежала. По версии Галлахера, полковники-южане Паттон и Уильямс сумели дойти до каменной стены: «Полковники Таз Паттон и Льюис Уильямс каким-то образом довели полк до каменной стены перед федеральной линией. Оба вскочили на стену. 'Теперь наша очередь, Таз!', крикнул его кузен [Уильямс] и оба бросились в кровавое месиво».

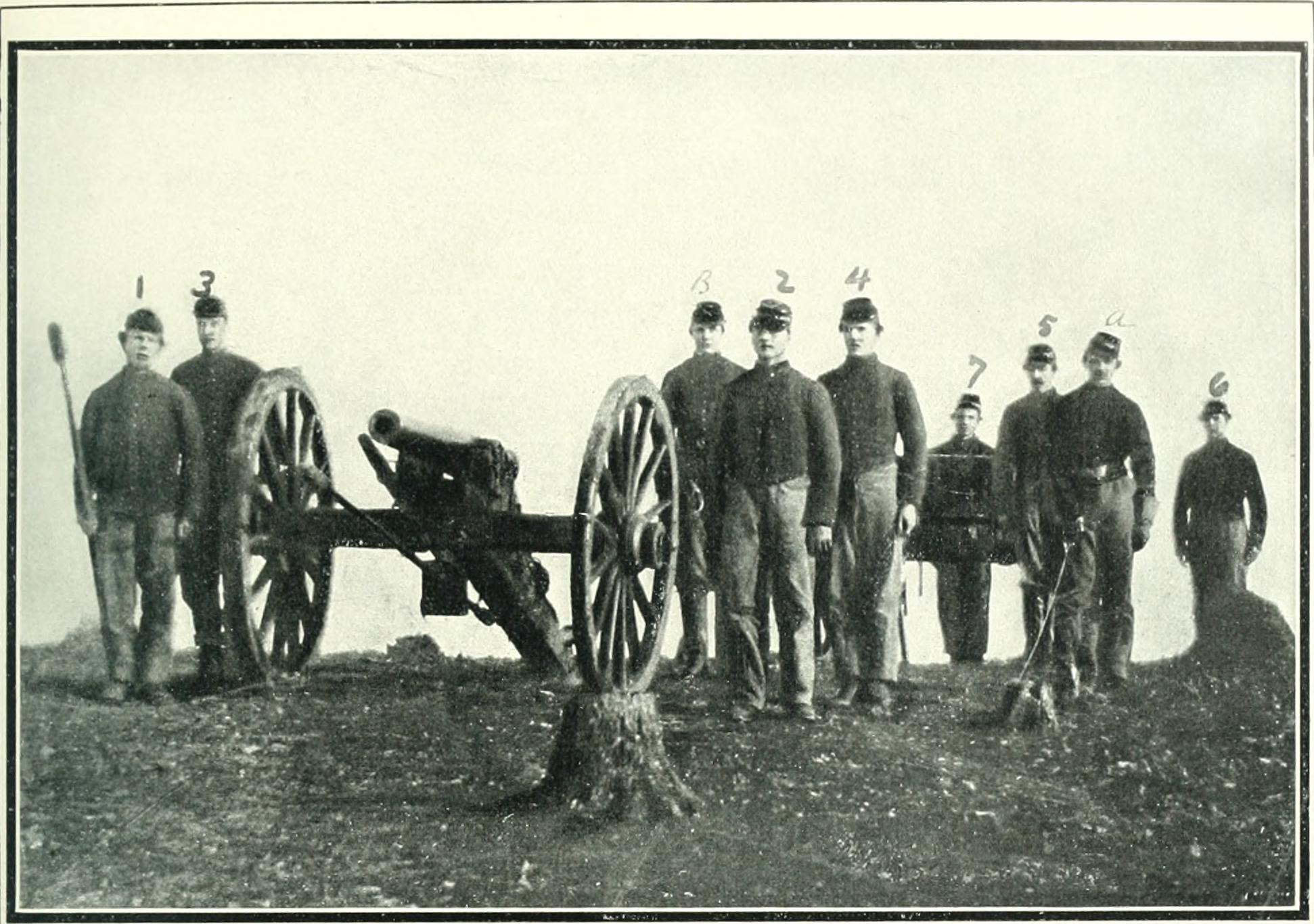
Артиллеристы батареи Кована, остановившие атаку

Бегство ньюйоркцев наблюдал капитан Эндрю Кован, чья батарея (5 орудий) стояла сразу за 59-м. Артиллерист его батареи в ярости даже швырнул кофейник в голову одного из отступающих. Кован приказал зарядить орудия двойной картечью, при этом заметив на своей позиции шефа артиллерии армии, Генри Ханта. Когда перед орудиями уже не осталось своих, Кован приказал дать залп. Когда дым рассеялся, Кован увидел, что вся наступающая линия противника просто исчезла. Этим залпом Кован израсходовал последние запасы картечи, поэтому он велел отвести орудия в тыл. Но картечный залп Кована уничтожил практически всё, что оставалось от бригады Джеймса Кемпера.

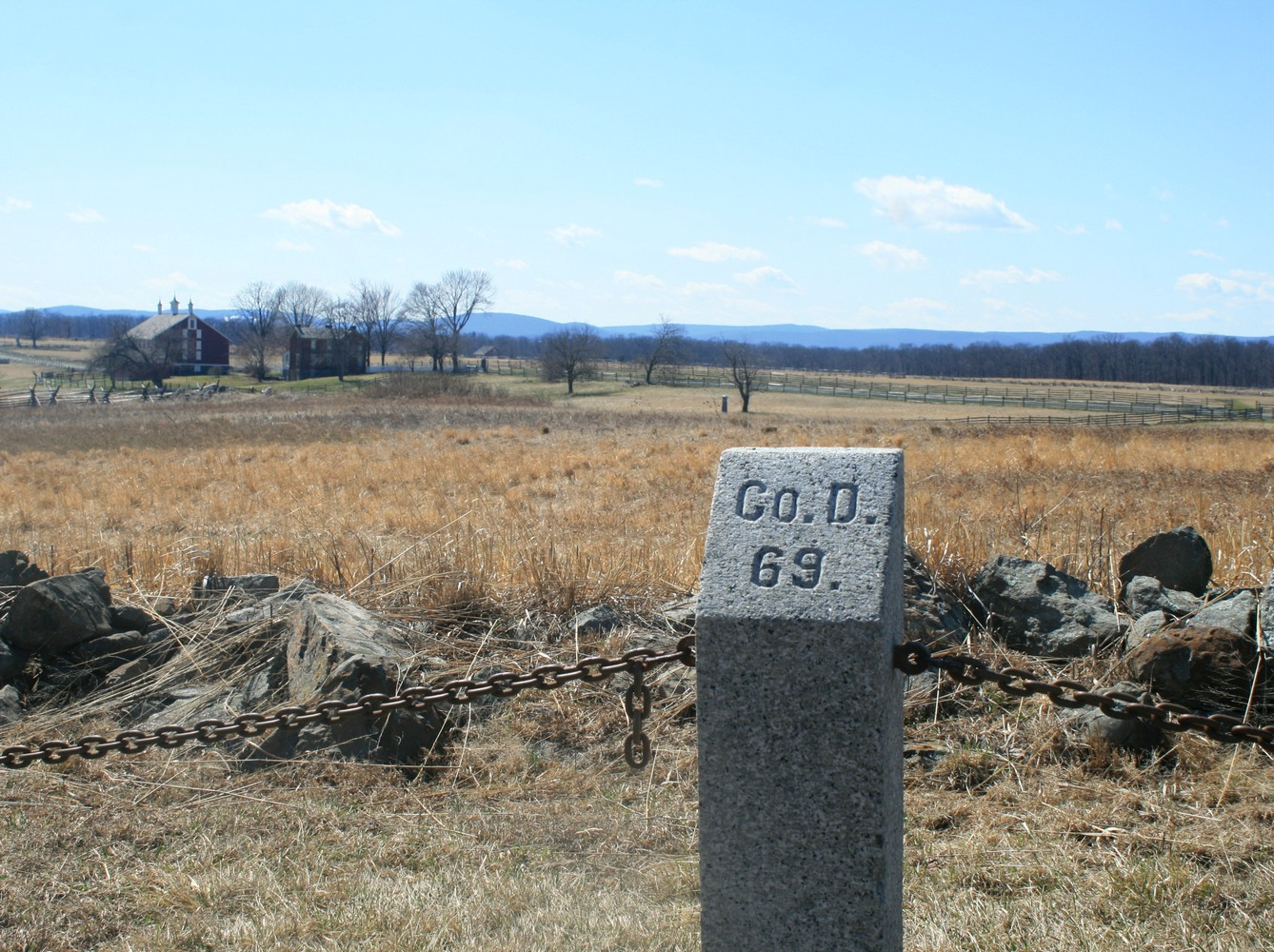
Маркер на месте роты D 69-го Пенсильванского и ферма Кодори на заднем плане

Первый и второй прорывы произошли справа и слева от позиции 69-го Пенсильванского полка. Этот полк занимал примерно 75 метров (250 футов) фронта, и в его составе было 10 рот, каждая в две шеренги глубиной: это были слева на право роты G, K, B, E, C (знаменная рота), H, D, F, A, I. В каждой роте было 20 — 30 человек. Полк подпустил противника на 50 метров, после чего дал залп, эффект которого заставил южан остановиться. Но в прорыв правее полка пошла бригада Гарнетта, за которой шла бригада Армистеда. Южане начали прорываться правее роты I. Кто-то из командования приказал ротам F, A, I развернуться под прямым углом вправо, но капитан роты F, Джордж Томсон, был убит в этот момент и не успел отдать приказ. Рота осталась у стены, а между ней и ротой А образовался разрыв. Южане бросились в этот разрыв и вся рота F была уничтожена. Капитан роты D, Патрик Тайнен, успел развернуть роту фронтом вправо и сумел спасти полк от полного окружения. Но из-за отвода рот эффективность фронтального огня снизилась и южане бросились на 69-й с фронта.
Прорыв правее 69-го был гораздо опаснее прорыва левее. Он был шире, федеральных орудий тут было меньше, наступающих больше, а их фланги были прикрыты — бригадой Кемпера справа и бригадами Фрая и Маршалла слева. «Дик Гарнетт, верхом и хорошо видный всем, и Лью Армистед, идущий на 20 шагов впереди своей линии со шляпой на шпаге — это были генералы, за которыми люди готовы идти на смерть», писал Стивен Сирс.
Из артиллерии на направлении их атаки находились только два 3-дюймовых орудия батареи Алонцо Кашинга. Сам Кашинг стоял с биноклем у каменной стены и наблюдал за действием своего огня. Его последними словами стали: «Прекрасно, держите такую дистанцию!», после чего он был убит наповал пулей в голову. Артиллеристы Фредерик Фагер и Кристофер Смит зарядили орудия остатками картечи, подпустили противника на 20 метров и дали залп. По словам Смита, в рядах наступающих картечь пробила две бреши по 50 футов каждая. После этого артиллеристы оставили орудия и бросились в тыл.
Генерал Армистед, как-то выживший при этом залпе, решил прорываться к брошенным орудиям. Подполковник 53-го Вирджинского, Роули Мартин был рядом с ним. «Мы не выстоим здесь!», сказал Армистед. «Тогда пойдём вперёд!», ответил Мартин. Армистед обернулся к своим людям и крикнул: «Вперёд, вирджинцы! За мной, парни, угостим их холодной сталью! Кто за мной?». Вместе с Армистедом за стену пошёл знаменосец 53-го Вирджинского полка и ещё около сотни человек. Они прошли мимо фланга 69-го Пенсильванского и захватили батарею Кашинга. Орудия развернули к противнику, но выстрелить из них было невозможно, так как боеприпасов при орудиях уже не осталось. Захват орудий Кашинга стал символическим итогом атаки Пикетта, максимальным её достижением, известным как «High Water Mark». Продвинуться дальше атакующие не смогли. 69-й ещё держался, а впереди находилась линия 72-го Пенсильванского полка.
Генерал Александр Уэбб бросился к 72-му Пенсильванскому но, вместо того, чтобы отдать приказ подполковнику Гессеру, лично отдал приказ полку выдвинуться вперёд и закрыть разрыв, вызванный отступлением рот 71-го. 72-й был проверенным ветеранским зуавским полком, который стоял на неплохой позиции, мог вести оттуда огонь по противнику с дистанции 80 метров и подходить ближе не желал. Уэбб принял командование недавно и рядовые ещё не знали его в лицо, но офицеры должны были знать — но и они просто проигнорировали своего генерала. Уэбб даже попытался забрать знамя полка из рук знаменосца, но тот не позволил это сделать. Тогда Уэбб бросил эти попытки и отправился к 69-му полку. На его глазах некий генерал (это был Армистед) перешёл стену и прошёл мимо Уэбба.

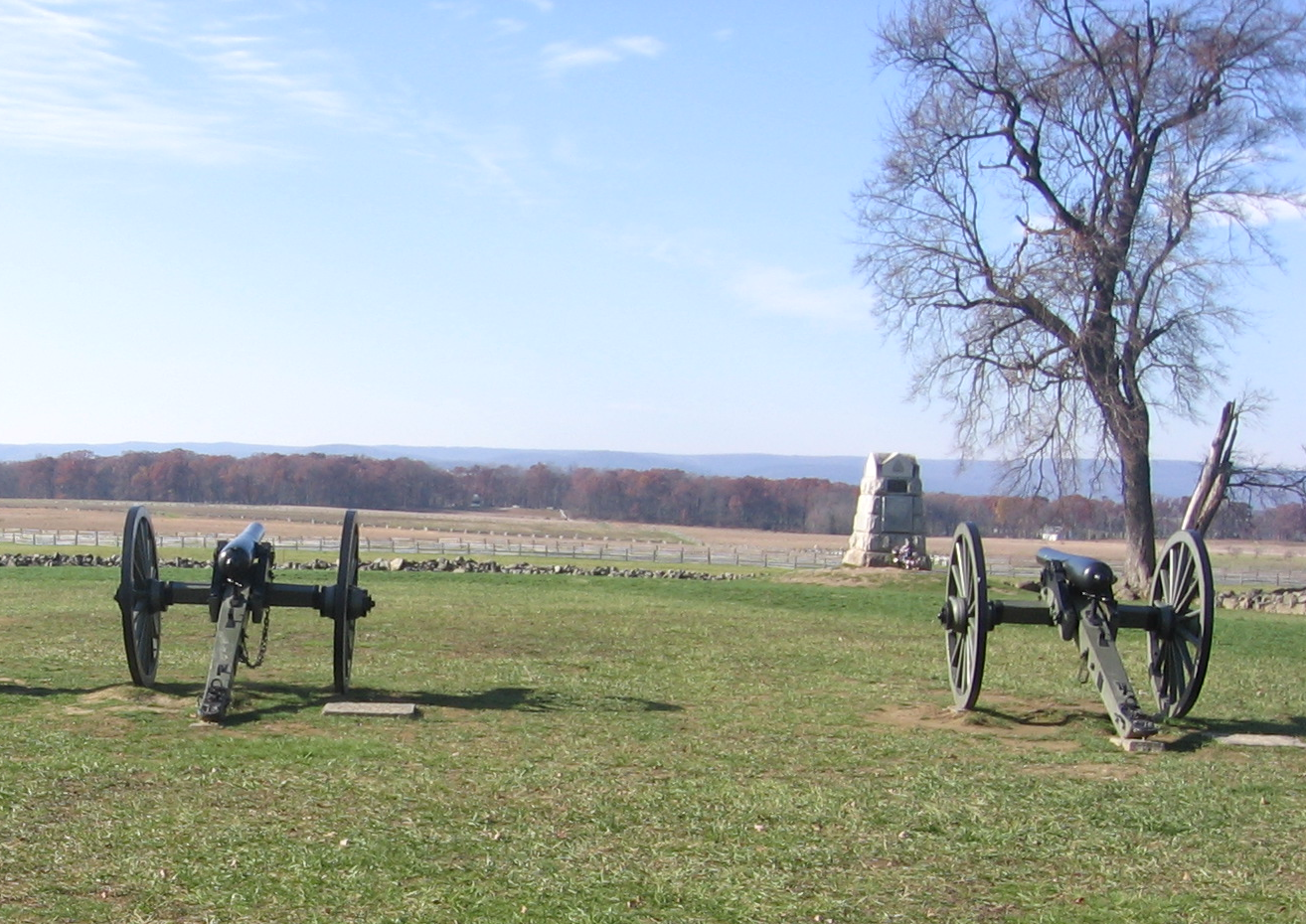
Орудия батареи Кашинга, к которым прорвался Армистед, и монумент 71-го Пенсильванского полка, откуда был дан залп по Армистеду сзади (по словам Дэнниса Эсли).

В 1891 году генерал Уэбб получил Медаль Почёта за личную храбрость, проявленную в том, что вёл своих людей в бой в критический момент боя.
Прорвавшийся отряд Армистеда продержался у орудий Кашинга не более 10 минут. Сам Армистед был тяжело ранен тремя пулями 72-го Пенсильванского полка прямо у орудий, недалеко от того места, где был убит сам Кашинг. Гибель Армистеда видел сержант 14-го Вирджинского, Дэннис Эсли. «…я шёл от стены вместе с ним. Мы подошли ко второй линии артиллерии, и как только мы приблизились к этим орудиям, отряд янки, человек 25 или 50… дал залп и он упал вперёд, его шпага и шляпа упали на орудие. …Генерал Армистед не двигался, не стонал и не говорил, пока я стрелял практически сразу над ним». «Отряд, который убил Армистеда, стоял там, где сейчас (1913) находится памятник 71-му Пенсильванскому».
Остальная часть его отряда была перебита или взята в плен. Теперь бой продолжался вдоль всей каменной стены. Остатки дивизии Пикетта не смогли прорваться снова за стену, но упорно удерживали занятую ими позицию. Джон Смит, капитан 11-го Вирджинского полка потом вспоминал, что обернулся, ожидая увидеть подход всей остальной армии, но не увидел ничего, кроме убитых и раненых. «Это было тяжелейшим разочарованием».
«Этот участок стены был нами потерян, — вспоминал Хэскелл, — и противник теперь пользовался ей как укрытием, ведя оттуда шквальный огонь. Но люди Уэбба, которые были частично укрыты откосом хребта, теперь отвечали столь же жестоким огнём. Некоторые отчаянные группы мятежников, которым при первом броске удалось прорваться к стене и пройти в Угол, и те, что посмели прикоснуться к орудиям Кашинга, были вскоре перестреляны, и моментальная смерть настигала того, кто поднимался, чтобы перейти её снова».
Атака забуксовала отчасти и потому, что были выведены из строя практически все командиры. Был тяжело ранен Кемпер, смертельно ранен Армистед, и только Ричард Гарнетт удивительным образом был ещё жив. Но вскоре был убит и он. Его курьер вспоминал, что пуля винтовки или мушкета попала ему в голову.
В это время Фрэнк Хэскелл только что вернулся из штаба, куда ездил с донесением, и не обнаружил на месте ни Гиббона, ни Хэнкока (оба были ранены), поэтому начал действовать самостоятельно. Он нашёл генерала Нормана Холла, бригада которого стояла левее бригады Уэбба, и велел ему отправить три полка на усиление Уэбба. Так как в это время бой шёл только на небольшом участке шириной метров в 100 на фронте бригады Уэбба, то Холл смог отправить два своих полка второй линии: 19-й Массачусетский полк полковника Артура Дэвре и 42-й Нью-Йоркский полк. Хэскелл назвал их манёвр «приемлемым, почти в строевом порядке», хотя другие участники утверждали, что полки больше напоминали толпу, чем организованную часть. Хэскелл между тем нашёл генерала Харроу и велел его частям также следовать к участку прорыва. С прибытием этих частей у южан не осталось никакого шанса удержаться у стены. «Мятежники держались с отвагой, на которую мало кто способен, — вспоминал капитан 20-го Массачусетского, — они стояли там у стены, пока не были почти все перебиты».

### Наступление Уилкокса и Перри
Бригады Кадмуса Уилкокса и Перри из дивизии Андерсона перед началом атаки стояли правее дивизии Пикетта. Они должны были прикрывать правый фланг Пикетта, а после прорыва федеральной линии им предстояло ударить по федеральной линии правее участка прорыва. Но по какой-то причине приказ на выдвижение был им дан только через 20 минут после начала наступления Пикетта. Алабамская бригада Уилкокса пошла вперёд (а бригада Перри пошла левее), перешла Эммитсбергскую дорогу, не сместилась влево, ближе к флангу Пикетта, а пошла вперёд. Она сразу попала под огонь батарей Макджилвери, а затем и под мушкетный огонь 14-го Вермонтского полка. Положение осложнилось, когда 16-й Вермонтский полк после обстрела фланга дивизии Пикетта развернулся, построился и атаковал фланг бригады Перри, захватив в плен почти весь 2-й Флоридский полк. Уилкокс отправился в тыл, чтобы запросить артиллерийскую поддержку, но ему сообщили, что у артиллерии закончились боеприпасы. Там же Уилкокс узнал, что атака Пикетта отбита, поэтому его наступление уже потеряло смысл. Он вернулся к бригаде и велел ей отходить на исходные позиции. Наступление этой бригады было плохо организовано и началось слишком поздно. Если бы Уилкокс наступал ближе к линиям Пикетта, он бы как минимум не дал вермонтскому полку осуществить свою фланговую атаку. Непонятно, почему Лонгстрит вообще разрешил эту атаку. Возможно, он просто забыл о существовании бригады Уилкокса.
В то же время на левом фланге дивизий Пикетта и Петтигрю генерал Андерсон собирался двинуть вперёд бригады Райта и Посей, но Лонгстрит велел ему отменить этот манёвр, поскольку атака уже отбита и наступление дополнительных бригад приведёт только к бессмысленным потерям.

### Отступление
В дивизиях Пикетта, Петигрю и Тримбла были выведены из строя почти все генералы и полковники, и некому было отдать приказ об отступлении. Южане стали отступать сами, без приказа, когда поняли, что атака провалилась. Пикетт мог бы отдать такой приказ, но он находился около фермы Кодори и не успел отреагировать на изменение ситуации. Капитан 11-го Вирджинского полка, Джон Смит, потом вспоминал, что во время отхода не встретил ни одного организованного подразделения. Фриман писал, что лишь немногие сохранили подобие построения. Вместе с тем, по словам Сирса, дивизия Пикетта отступала в некотором порядке: гордость не позволяла вирджинцам бежать. Когда они отошли на Семинарский хребет, офицеры попытались навести порядок в рядах дивизии (на случай контратаки противника), но Пикетт приказал отходить за хребет, на место их прежнего лагеря. Позже, когда кто-то снова попробовал навести порядок, Пикетт крикнул: «Не останавливайте никого! Скажите им, пусть идут в лагерь, который мы занимали прошлой ночью».
Генерал Ли встречал отступающих в том месте, где сейчас стоит его памятник. Здесь он встретил генерала Пикетта. «Генерал Пикетт, — сказал он, — разместите свою дивизию позади этого холма и будьте готовы отразить атаку, если неприятель попробует воспользоваться преимуществами ситуации». Один из офицеров заметил, что Ли употребил в отношении федеральной армии слово «неприятель» (the enemy), хотя обычно говорил о ней «эти люди» (those people). Пикетт ответил: «Генерал Ли, у меня уже нет дивизии, Армистед пал, Гарнетт пал, а Кемпер смертельно ранен». Ли сказал: «Идите, генерал Пикетт, это был мой бой и на мне вся ответственность за результат. Рядовые и офицеры вашей дивизии прославили сегодня свой штат так, как никто ранее».
Когда пришёл генерал Уилкокс, чтобы доложить о состоянии своей бригады, Ли пожал ему руку и сказал: «Не волнуйтесь, генерал, это всё только моя вина — это я проиграл этот бой, и вы должны помочь мне исправить ситуацию, насколько это возможно».
Британский полковник Фримантл, который наблюдал за отступлением с позиции одной из батарей, обратил внимание, что солдаты не утратили доверия к своему главнокомандующему. «Мы верим старику, — сказали они Фримантлу, — этот день для него ничего не значит, дядюшка Роберт все равно приведёт нас в Вашингтон, вот увидите». Сержант 24-го Вирджинского, которому удалось спасти знамя полка, сказал Пикетту: «Генерал, давайте попробуем ещё раз!». Фримантл заметил также, что, несмотря на все переживания, вокруг него было не более шума, беспорядка и неразберихи, чем в любой другой день в полевой армии.

## Последствия
Генерал Мид появился на Кладбищенском хребте уже в самом конце атаки. Встретив Фрэнка Хэскелла, он спросил его: «Как тут всё идёт?» Хэскел ответил: «Я уверен, генерал, атака противника отбита». При этом, по воспоминаниям Хэскелла, на лице Мида отразилось величайшее изумление, и он воскликнул: «Что? Неужели атака полностью отбита?» Хэскелл сказал, что так и есть, и Мид как будто собирался сорвать с себя шляпу, но сдержался и только сказал: «Слава Богу!».
Раненый Хэнкок, пока его вывозили с поля боя, успел продиктовать краткий рапорт для Мида, где предположил, что если V и VI корпуса двинуть в наступление, то противник будет разбит. Идея немедленной контратаки жила и в голове Мида, но его планы не предполагали наступления, поэтому он к нему не готовился: две из трёх дивизий V корпуса уже серьёзно пострадали в предыдущий день, а VI корпус был разбросан по всему полю боя, и на его концентрацию требовалось время. Кроме того, было не вполне понятно, куда нацеливать такую контратаку. Дивизии Мак-Лоуза и Худа на левом фланге и корпуса Юэлла на правом фланге занимали хорошую оборонительную позицию, поэтому очевидной целью был бы центр армии Ли. Но там находилась вся артиллерия Северовирджинской армии, которая израсходовала снаряды (о чём Мид не мог знать), но сохранила большое количество картечных зарядов.
Контратака Потомакской армии так и не состоялась. После трёх дней сражения Потомакская армия была измотана и понесла почти такие же потери, как и Северовирджинская армия. Мид был доволен тем, что поле сражения осталось в его руках. 4 июля армии заключили неформальное соглашение о перемирии и занялись сбором убитых и раненых. По совпадению именно в этот же день генерал-майор Улисс Грант принял капитуляцию гарнизона Виксберга, разделив тем самым территорию Конфедерации на две части. Эти две победы Федерации считаются поворотным моментом гражданской войны.

### Потери

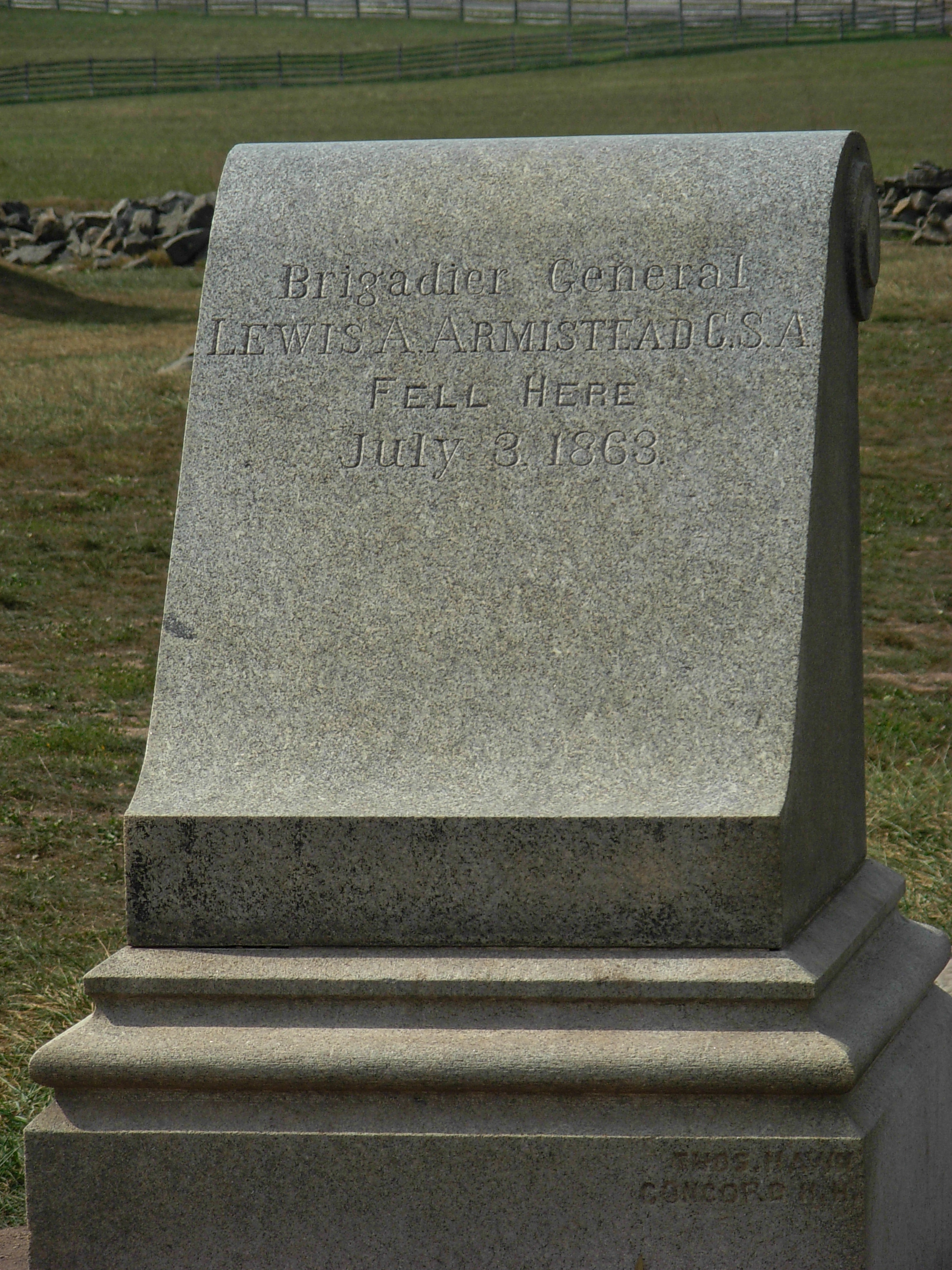
Мемориал на месте гибели Армистеда

Потери Северовирджинской армии были огромны. Если все войска Потомакской армии потеряли в тот день по разным оценкам от 1500 до 2100 человек убитыми и ранеными, то только одна дивизия Пикетта потеряла 2655 человек: (498 убито, 643 ранено, 1514 попало в плен (в том числе 833 ранеными). Потери в дивизии Петтигрю составили примерно 2700 человек (470 убито, 1893 ранено, 337 попало в плен). Две бригады Тримбла потеряли 885 человек (155 убито, 650 ранено, 80 пленено). Уилкокс потерял около 200 человек, Лэнг — около 400. Общие потери составили 6555 человек, из которых примерно 1123 было убито на поле боя, 4019 ранено. Из документов армии Конфедерации не вполне понятно, сколько человек было взято в плен. Федеральные рапорты сообщают о 3750 пленных мятежниках.
Крайне велики были потери среди командного состава. Все три командующих бригадами и все тринадцать командующих полками дивизии Пикетта были убиты, ранены или попали в плен. Кемпер был тяжело ранен, попал в плен, спасся и вновь попал в плен во время отступления в Вирджинию. Гарнетт и Армистед были убиты, Гарнетт ранен в ногу и передвигался по полю битвы на лошади, несмотря на то, что знал, что подобные действия под интенсивным вражеским огнём означали практически верную смерть. Армистед вёл своих солдат, подняв шляпу на кончике собственной шпаги и был тяжело ранен возле угла кладбищенской стены, после чего попал в плен к федеральным войскам и умер через два дня в полевом госпитале. Тримбл потерял ногу, Петтигрю был легко ранен в руку и погиб во время отступления в Вирджинию. Смертельное ранение получил полковник Уоллер Паттон.
В Потомакской армии не вёлся учёт потерь по каждому дню сражения, а так как некоторые бригады участвовали в боях и 2 и 3 июля, то их потери только за 3 июля известны лишь предположительно. Такой примерный подсчёт даёт цифру в 2 300 убитых, раненых и пропавших без вести. Самые крупные потери пришлись на бригаду Уэбба. Согласно рапорту Уэбба, его бригада за два дня сражения потеряла 482 человека, а согласно Стивену Сирсу, он потерял 44 % от 940 человек. батареи Хазарда, стоявшие на позиции Уэбба, потеряли 25 % артиллеристов.
69-й Пенсильванский полк, который принял на себя основной удар атаки дивизии Пикетта, потерял 137 человек из 258, в их числе — полковника О’Кейна. 71-й Пенсильванский полк, который перед боем насчитывал 331 человека, потерял 21 убитым, 58 ранеными и 19 пропавшими без вести. 72-й Пенсильванский полк, который перед боем насчитывал 498 (473?) человек, потерял 197 человек: 62 убитыми, 133 ранеными и 2 пропавшими без вести (итого 366). Вся же дивизия Хейса потеряла 1291 человека: 20 офицеров и 218 человек убитыми, 75 офицеров и 912 рядовых ранеными, 1 офицер и 65 рядовых пропавшими без вести.
Бригада Томаса Смита, которая участвовала в бою за ферму Блисса и в отражении атаки Петтигрю, потеряла убитыми 6 офицеров и 55 рядовых, ранеными 34 офицера и 245 рядовых и пропавшими без вести 1 офицера и 25 рядовых.

### Причины неудачи
Первым о причинах неудачи высказался генерал Ли той же ночью во время разговора с генералом Имбоденом. «Это был трудный день для вас», сказал Имбоден. «Да, это был тяжелый, тяжелый день для нас, — ответил Ли, — я никогда не видел, чтобы отряды действовали лучше, чем вирджинская дивизия Пикетта сегодня, во время великой атаки противника. И если бы их поддержали так, как должно — а по какой-то причине, мне пока непонятной, этого не произошло — мы бы захватили позицию и день был бы наш».
В историографии одной из причин неудачи наступления считается в первую очередь состояние некоторых бригад корпуса Хилла. Они понесли тяжёлые потери в боях 1 июля, но Ли не был об этом проинформирован. Когда Ли изучал позиции бригад перед атакой, он был поражён зрелищем бригады Скейлса: многие в этой бригаде были ранены и перевязаны. «Многие из этих несчастных парней должны бы идти в тыл, — сказал Ли, — они не годятся для службы». Эта бригада 1 июля потеряла своего командира, почти всех офицеров и половину личного состава. Примерно в таком же состоянии находились и другие бригады. 26-й Северокаролинский полк потерял 500 человек из 800. Штабные офицеры должны были быть в курсе ситуации и доложить о ней главнокомандующему, но штаб не выполнил этой работы, что и стало одной из главных причин неудачи.
Другой причиной была неэффективность огня артиллерии Юга. Из-за недостаточного количества и качества боеприпасов бомбардировка не нанесла федеральной армии большого урона. На участке обстрела выбыло из строя примерно 200 из 5750 федеральных военнослужащих, в то время как артиллерия Потомакской армии смогла убить и ранить несколько сотен человек, в основном из дивизии Пикетта, ещё на стадии ожидания атаки.
Впоследствии, уже после смерти Ли, Лонгстрит утверждал, что с Ли было что-то не так в те дни, и он не слушал никаких аргументов против атаки 2 и 3 июля. Однако невозможно отрицать, что исход сражения при Геттисберге был непредсказуем, и сама атака Пикетта была чрезвычайно близка к успеху. Утверждать, что эта атака была с самого начала обречена на неудачу, означает не признавать достижений федеральных военных, которые сражались с таким упорством и понесли такие серьёзные потери, отражая её.
Пытаясь объяснить провал той атаки, южане обычно ссылались на силу позиции противника, которую можно было бы удерживать любым числом, или на их подавляющее численное превосходство. Однако в реальности Кладбищенский хребет не был серьёзным препятствием, а пехотная линия федеральной армии была на удивление слабой. Генерал Уэбб вспоминал, как один пленный полковник-южанин с удивлением присвистнул, увидев, как мало людей в линии федеральных войск. Южанам было трудно принять тот факт, что горсть федералов, заняв позицию за каменной стеной, могут отбить атаку во много раз превосходящих сил — что сами южане проделывали неоднократно. В свою очередь, федералы в воспоминаниях были склонны приуменьшать число обороняющихся, чтобы их удача казалась более эффектной.

## Поле битвы в настоящее время

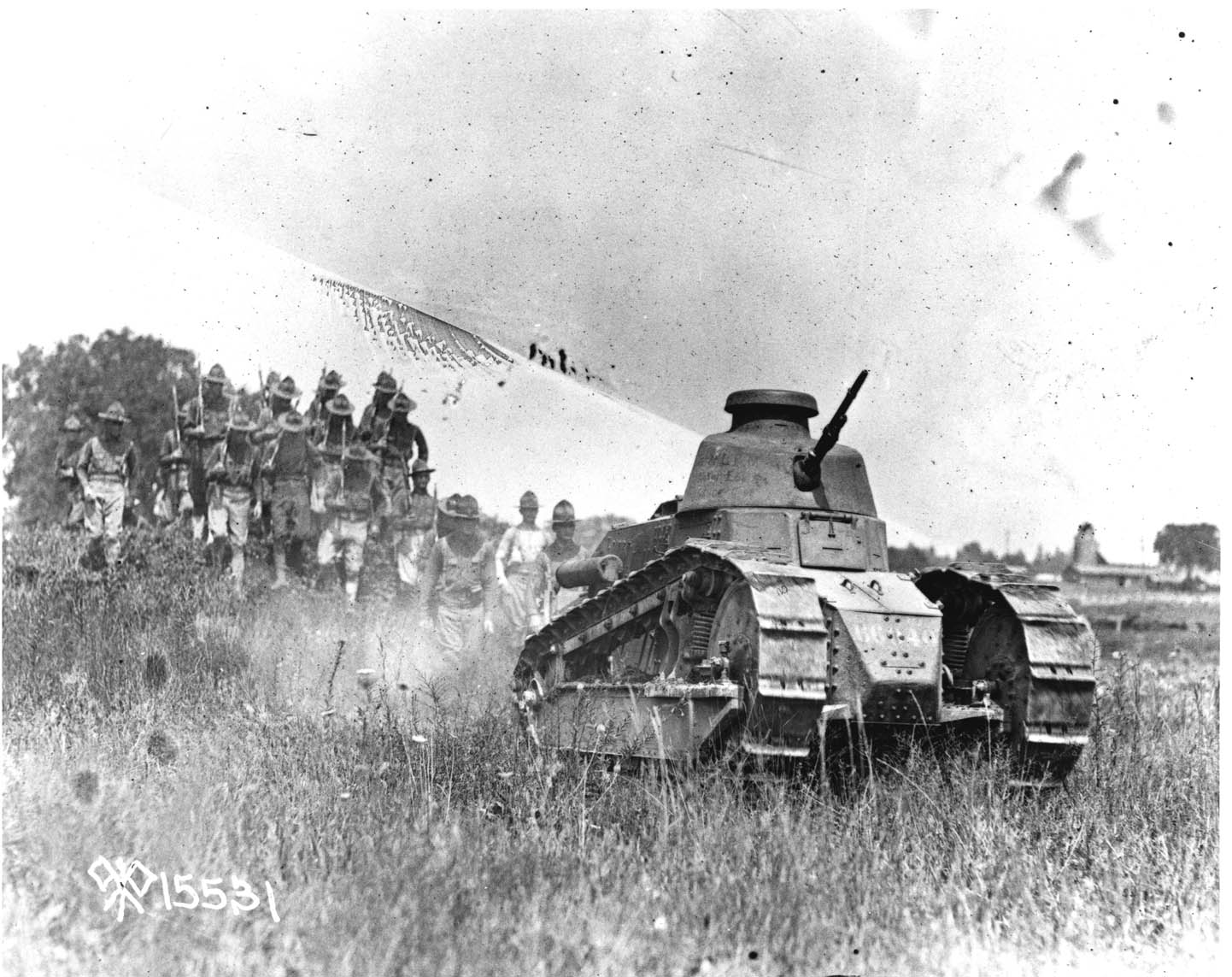
1918 год, американские солдаты идут за танком «Рено» через развалины фермы Блисса на участке атаки Пикетта, Правее видны казармы лагеря «Кэмп-Кольт»

Вскоре после битвы при Геттисберге при поддержке губернатора Пенсильвании Эндрю Картина была куплена земля на Кладбищенском хребте (там, где стояли дивизии Хэнкока) и было создано кладбище. 27 октября 1863 года началось захоронение федеральных солдат, погибших в сражении при Геттисберге. Погибшие солдаты Северовирджинской армии не получили места на этом кладбище. В 1870-х годах примерно 3200 тел были перезахоронены на кладбища Вирджинии, Джорджии, Северной и Южной Каролины. Некоторые погибшие солдаты Юга по ошибке всё же попали на геттисбергское кладбище.
В 1880-х годах художник и историк Джон Бечелдер по личной инициативе приступил к музеефикации геттисбергского поля боя и, в частности, участка атаки Пикетта, и особенно участка прорыва бригады Армистеда, «места, где была спасена величайшая нация на планете», по словам Томаса Десджардина. Бечелдер придумал яркие, необычные названия, призванные отложиться в памяти, в частности «High Water Mark of the Rebellion» или «Corps of trees». В последнем случае он намеренно использовал необычное слово «Corps» вместо «Clump» или «Grove». В 1887 году он добился возведения металлической ограды вокруг знаменитой группы деревьев, и в том же году предложил установить мемориал на месте «High Water Mark».
В 1913 году на поле атаки Пикетта был развёрнут лагерь для участников празднования 50-й годовщины Геттисбергского боя (1913 Gettysburg reunion). На базе этого лагеря в 1918 году был создан военный лагерь «Кэмп-Кольт», где американское солдаты под руководством капитана Эйзенхауэра осваивали первые в американской армии танки. В качестве тренировочного препятствия использовался, в частности, фундамент разрушенной фермы Блисса.

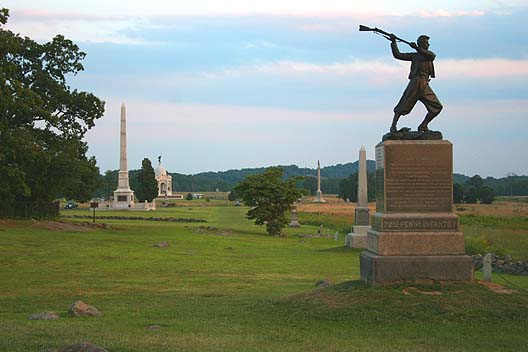
Памятник на месте High-water mark

В настоящее время территория, на которой произошла атака Пикетта, принадлежит Геттисбергскому национальному военному парку. Вдоль изгороди, за которой находились оборонявшиеся войска северян, проложена туристическая тропа. На Кладбищенском хребте установлены памятники солдатам Потомакской и Вирджинской армий, генералам Миду, Армистеду (на месте его смерти) Гиббону, Уэббу и многим другим.
В 1974 году, несмотря на протесты администрации национального военного парка и местных жителей, на частной территории неподалёку от места битвы была построена 94-метровая Геттисбергская национальная башня, использовавшаяся для платного обзора поля боя. В 1990 году был принят закон, согласно которому земля, на которой находилась башня, переводилась в собственность национального парка. В июне 2000 года федеральный суд дал администрации парка официальное разрешение на снос башни с выплатой компенсации в размере 3 миллионов долларов США её владельцам. 3 июля 2000 года, к 137-й годовщине битвы при Геттисберге башня была взорвана.
В 1883 году французским художником Полом Филиппото была создана циклорама «Битва при Геттисберге», изображающая атаку Пикетта с точки зрения северян на Кладбищенском холме. В сентябре 2008 года она была реставрирована и выставлена в национальном парке.

## В массовой культуре
- Хеви-метал группа Iced Earth посвятила битве при Геттисберге свою «Геттисбергскую трилогию» — три песни в альбоме The Glorious Burden. Третья песня, High Water Mark, подробно описывает атаку Пикетта.
- Последняя треть фильма «Геттисберг» полностью посвящена атаке Пикетта.